# 토목공학
토목공학(土木工學, 영어: civil engineering)은 인류 문명 발달의 가장 기본이 되는 자연 및 사회의 각종 재해와 공해로부터 인류를 보전하며, 국토 환경을 물리적으로 개조하여 인간의 생활에 더 쾌적하고 유용하게 쓸 수 있도록 연구하고, 인간과 자연의 공존을 생각하고 기술과 인간의 조화를 현실화하여 인간생활의 기반을 구축하고, 인류의 문명을 실현하여 사회를 유지하는 가장 기본적인 학문이다.  토목공학은 '설계, 건축, 시공' 등과 관련하여 일반적으로 거대한 건축물/조형물/시설을 만들어내고, 유지하는 일체의 과학과 기술을 말한다..

## 개요
토목공학은 수리, 물리, 화학 등 자연과학을 이용한 모든 공학의 근간을 이루는 분야로, 도로, 교량, 고층구조물, 터널, 철도 및 지하철, 공항, 항만 및 해양시설, 댐, 운하, 수력발전소, 조력발전소, 원자력발전소 및 플랜트 설비 등 각종 사회 기반시설물의 계획, 설계, 해석, 시공, 유지관리, 운용 및 철거, 그리고 인간생명의 근원인 상하수도, 수로, 하천 등의 수자원 및 교통, 도시계획 등 국토건설, 산업입지조성 등 인류 생활환경 관리에 관한 이치와 방법 등을 연구하는 학문이며, 또한 지형공간 정보, 우주정거장 및 기지와 같은 인류 미래를 위한 지구 환경의 유지, 개발 및 관리와도 연계되는 응용과학 기술분야로서 기술 집약적인 최첨단 학문으로 발달해왔다.

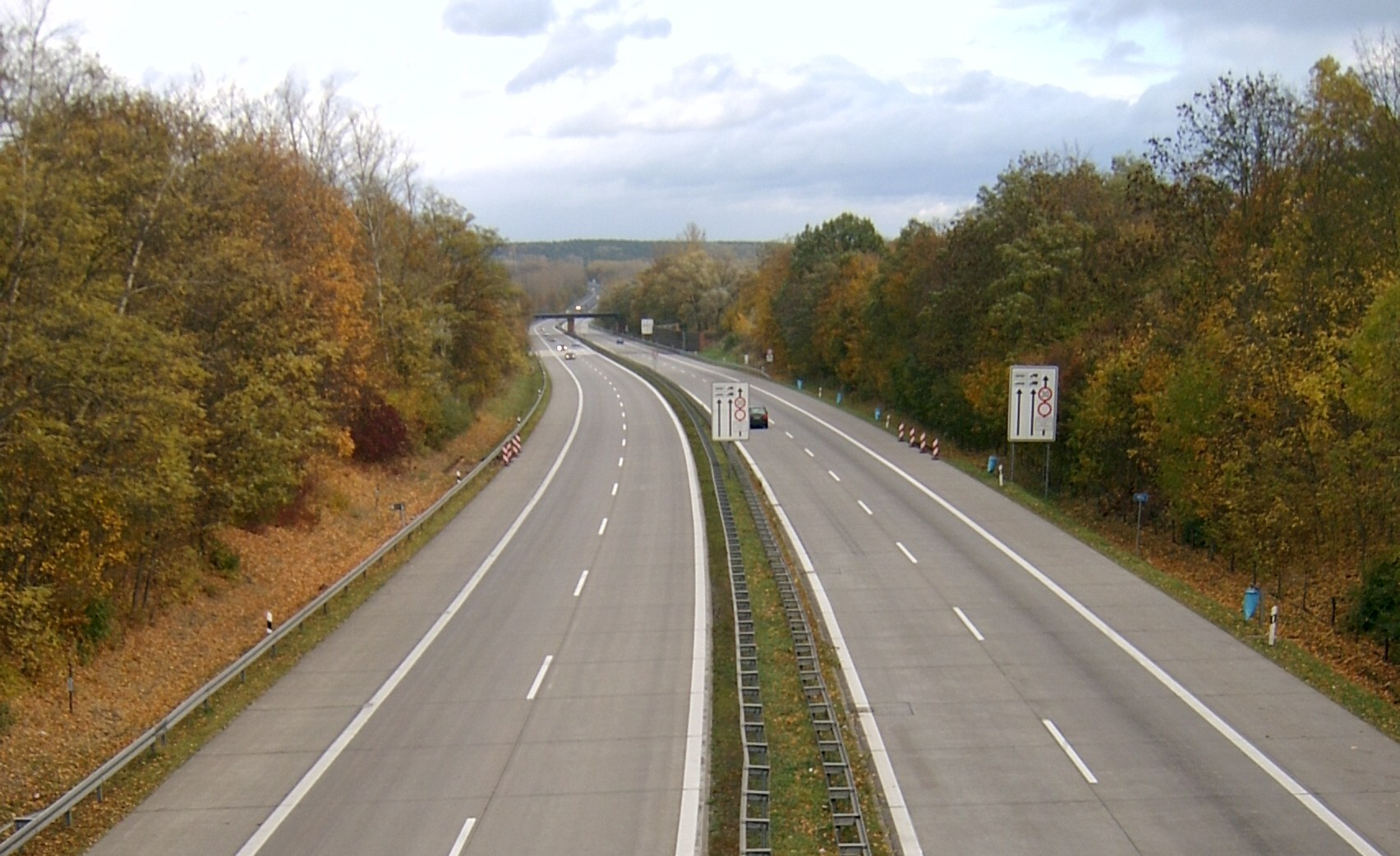
도로(독일 아우토반 12)
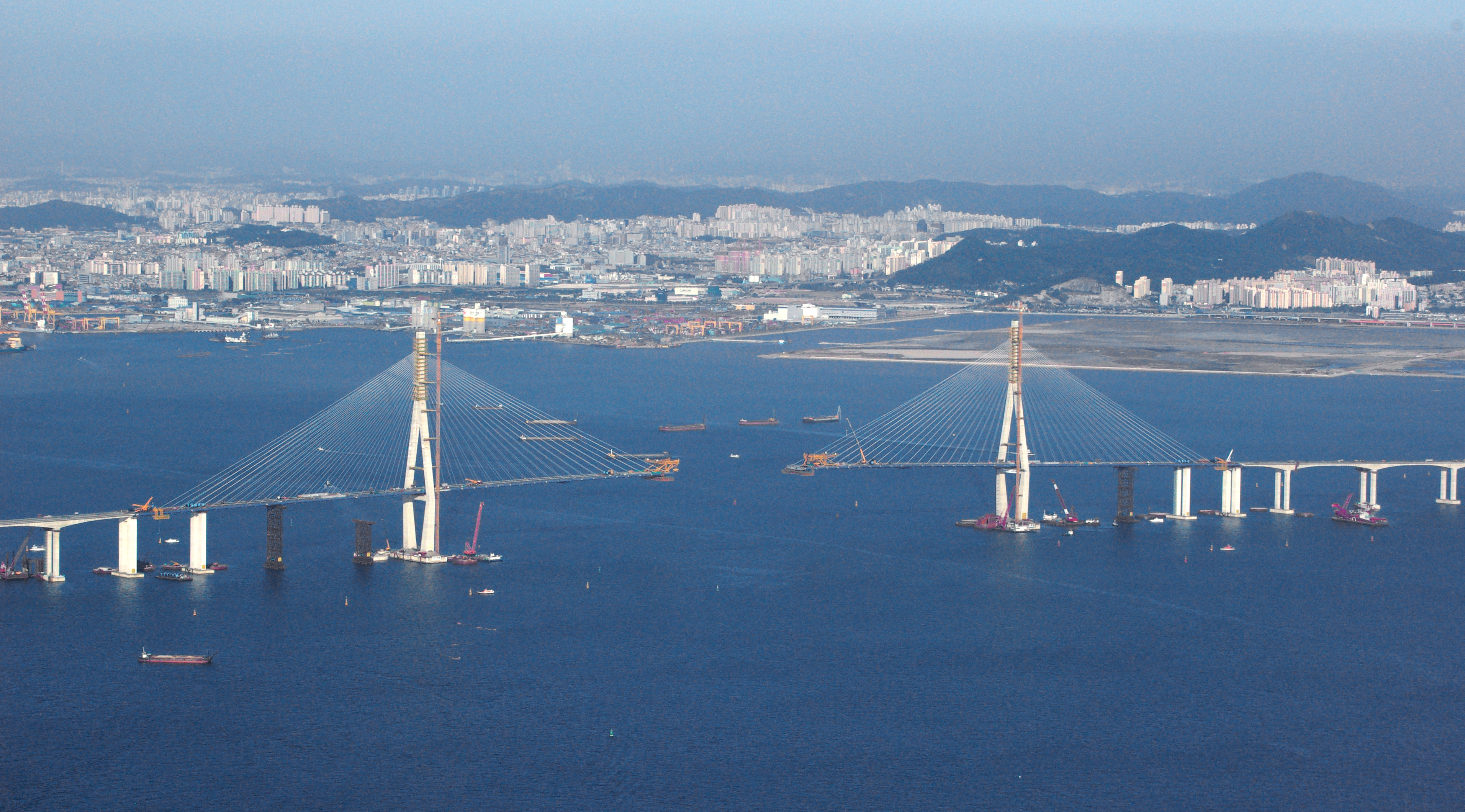
토목공학에서는 크고 작은 교량의 설계, 시공을 한다. 대한민국의 인천대교 공사 사진
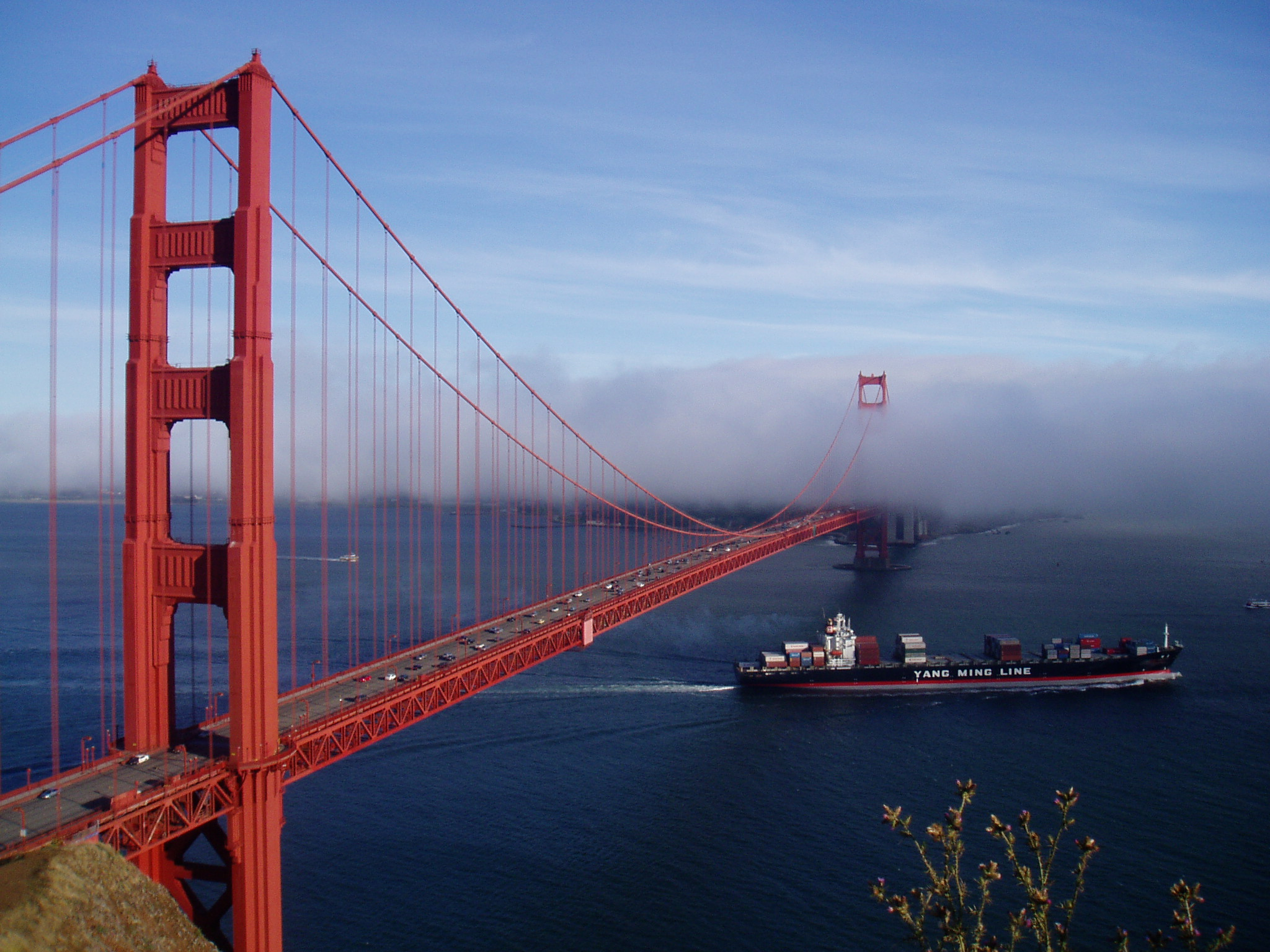
미국 샌프란시스코의 금문교
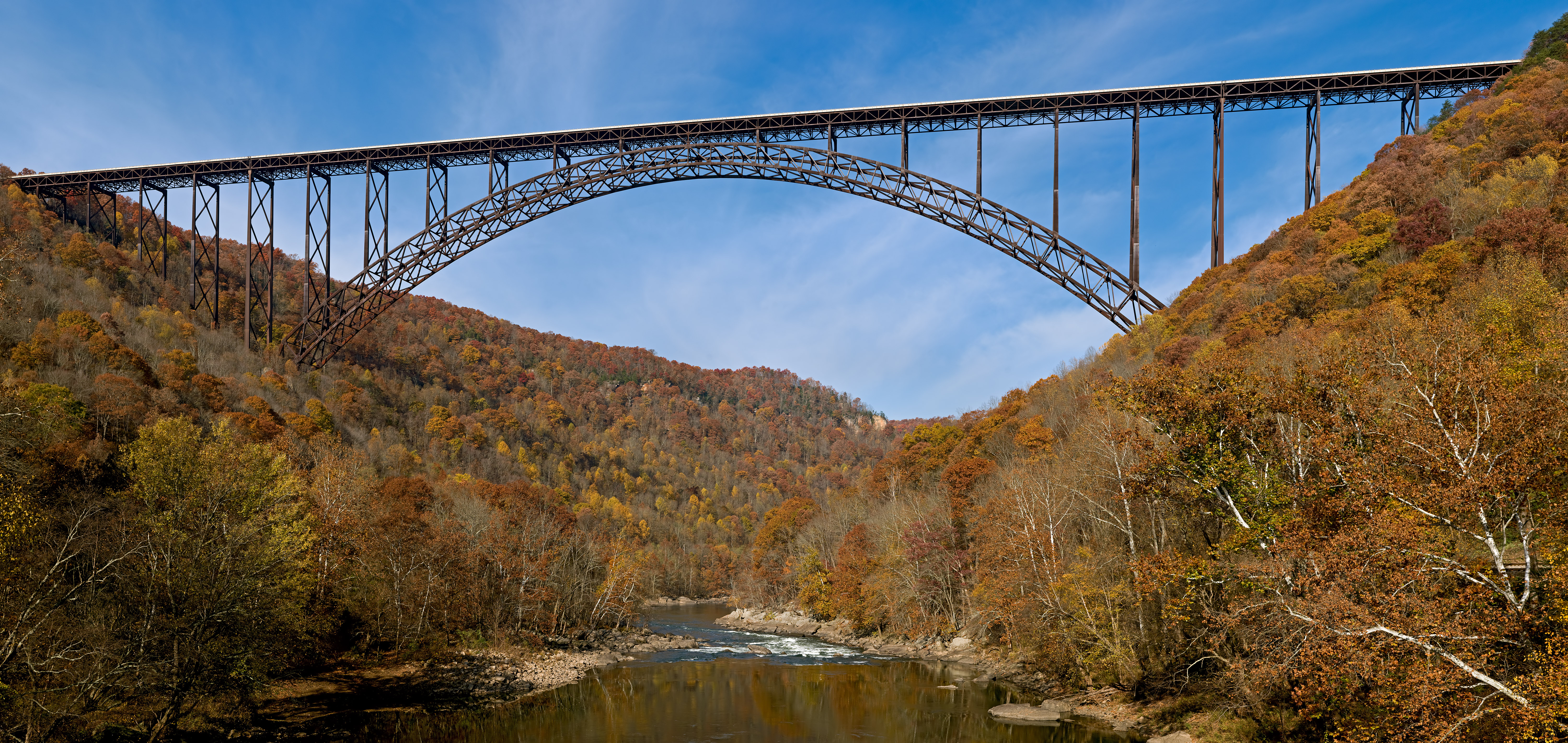
West Virginia의 New River Gorge Bridge.
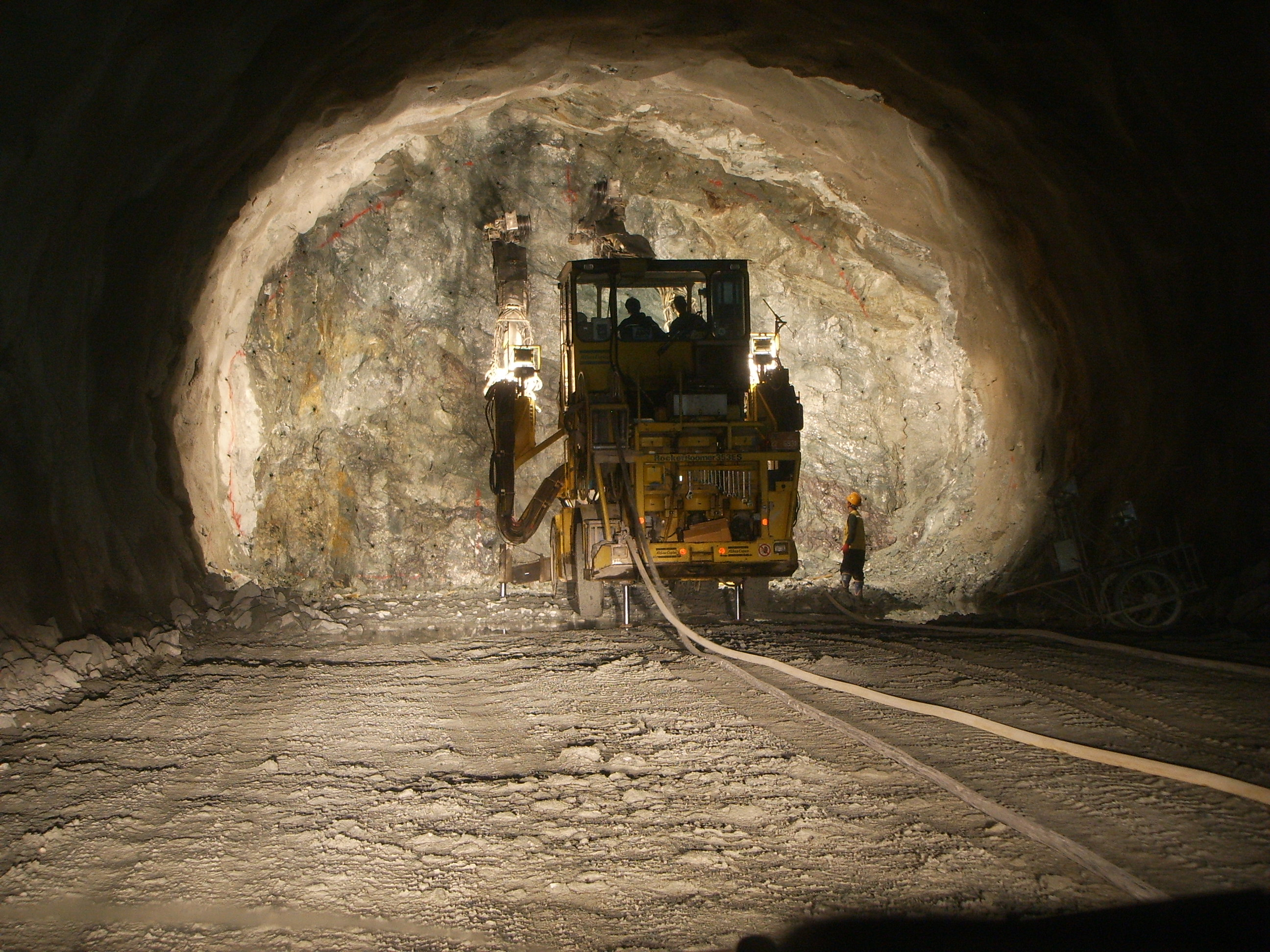
터널공사중인 NATM 장비
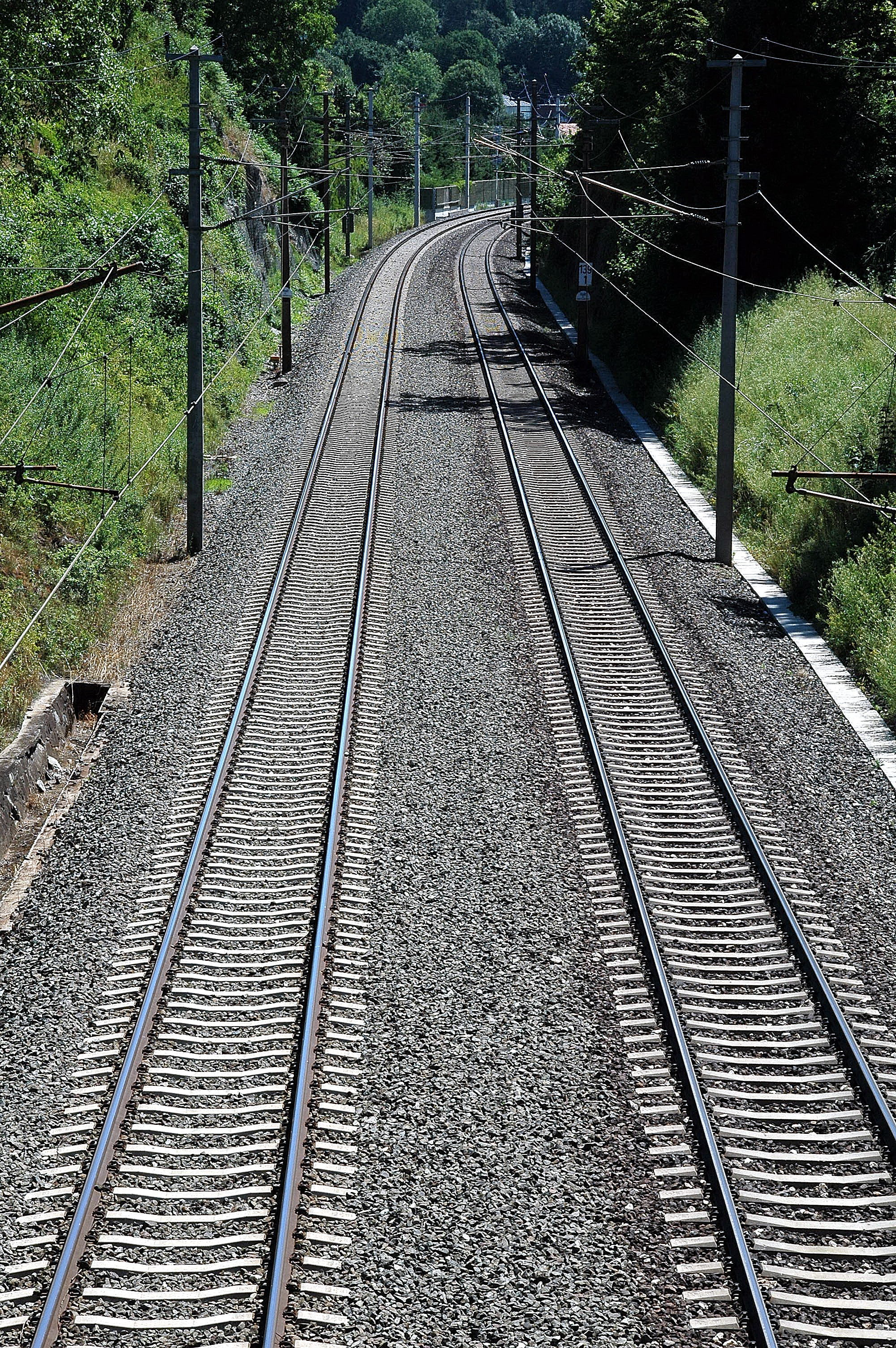
철도
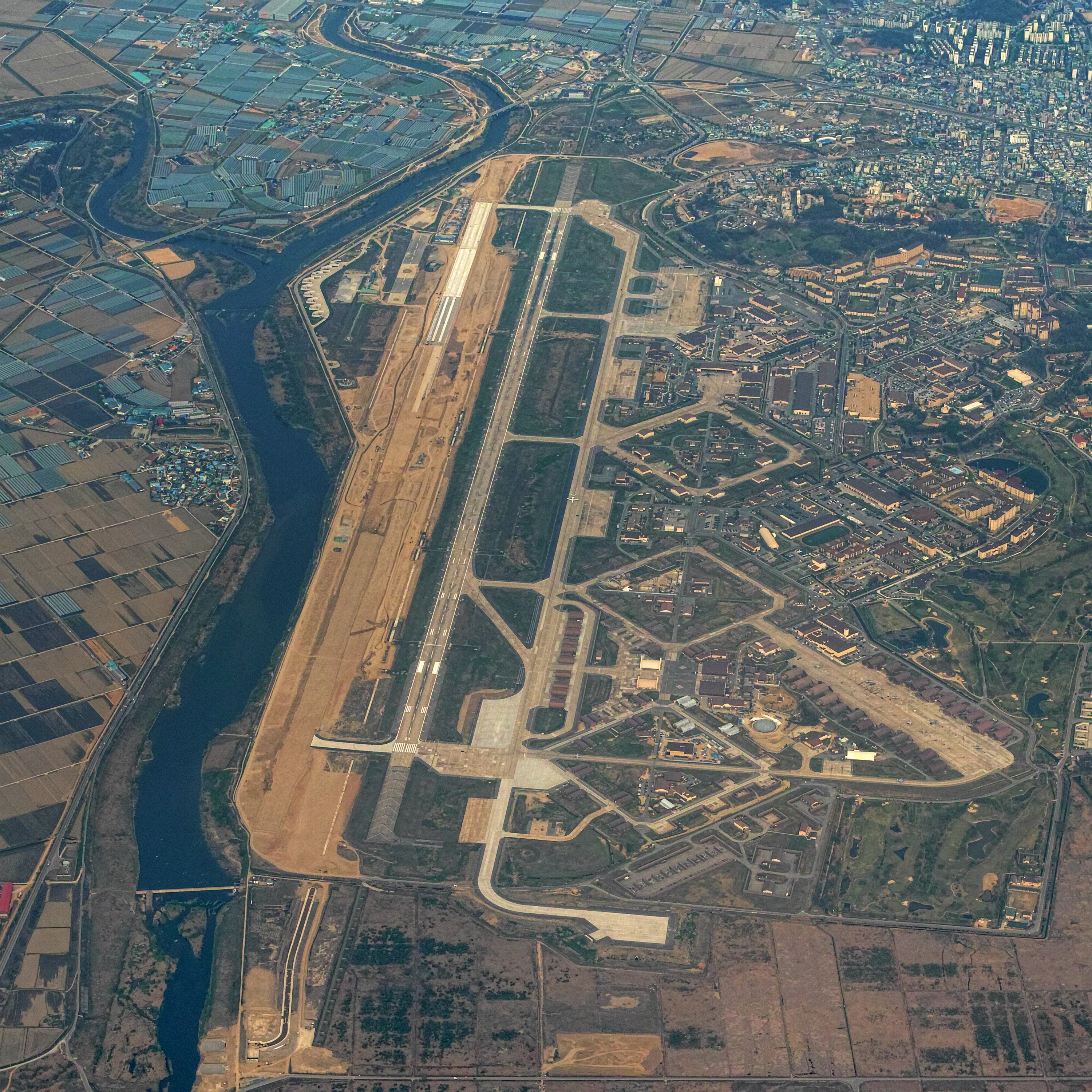
오산 공군기지.
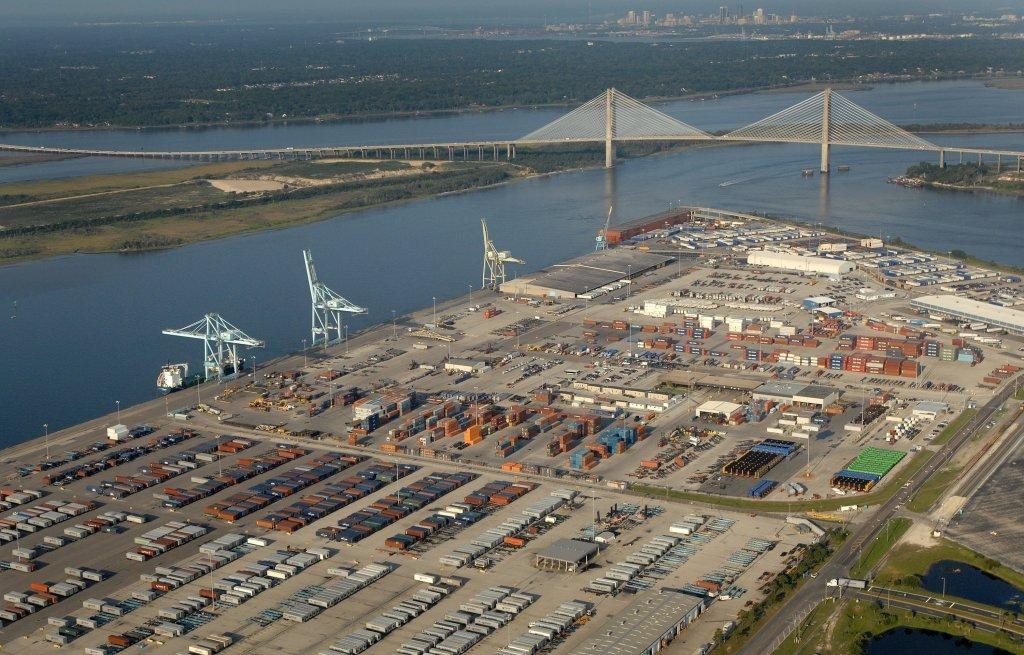
컨테이너 터미널. 미국 플로리다주 Blount Island Marine Terminal
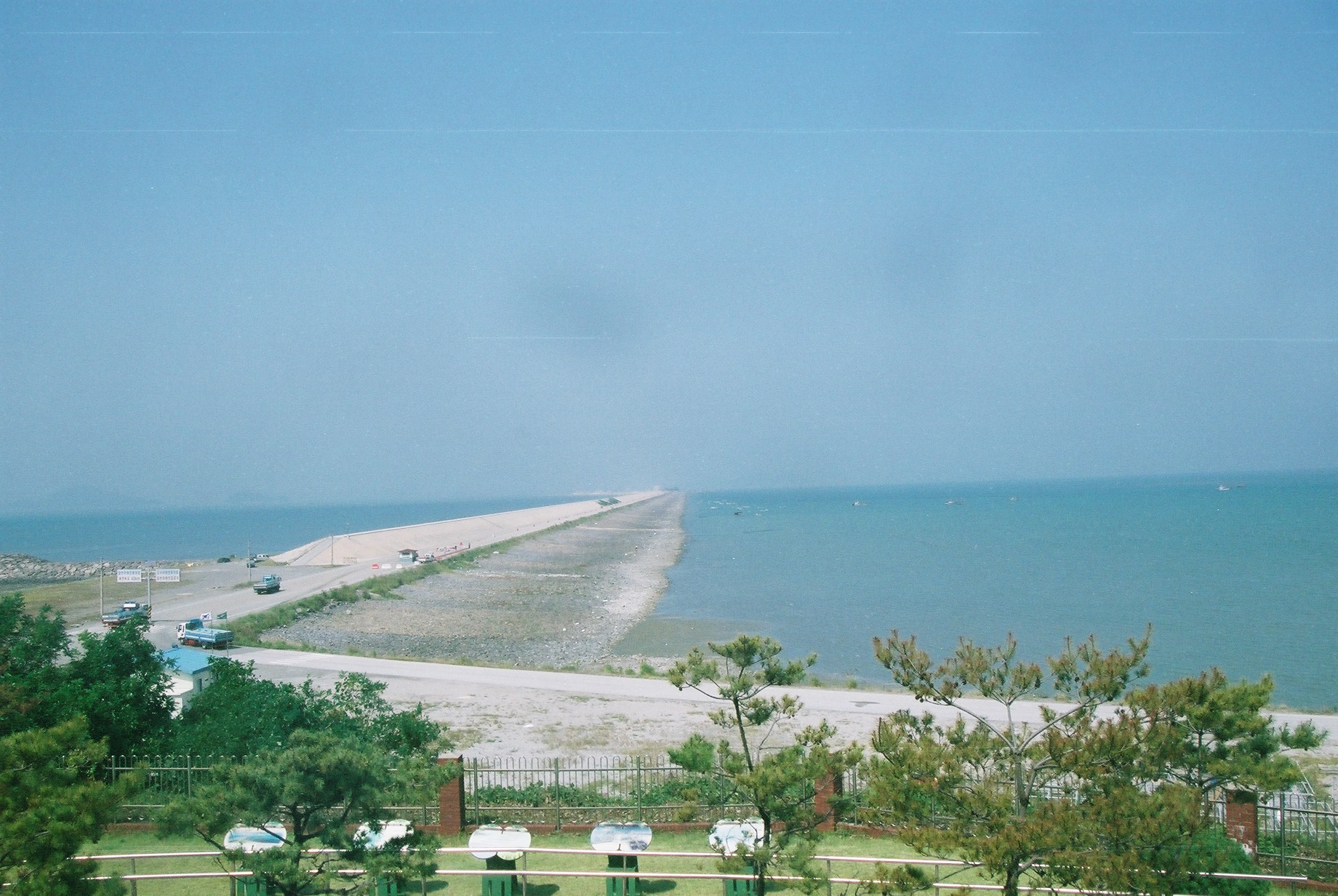
2006년 공사중인 새만금 방조제
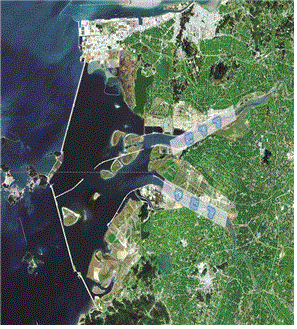
2018년 새만금 간척사업 위성사진(선으로 보이는 것이 방조제)
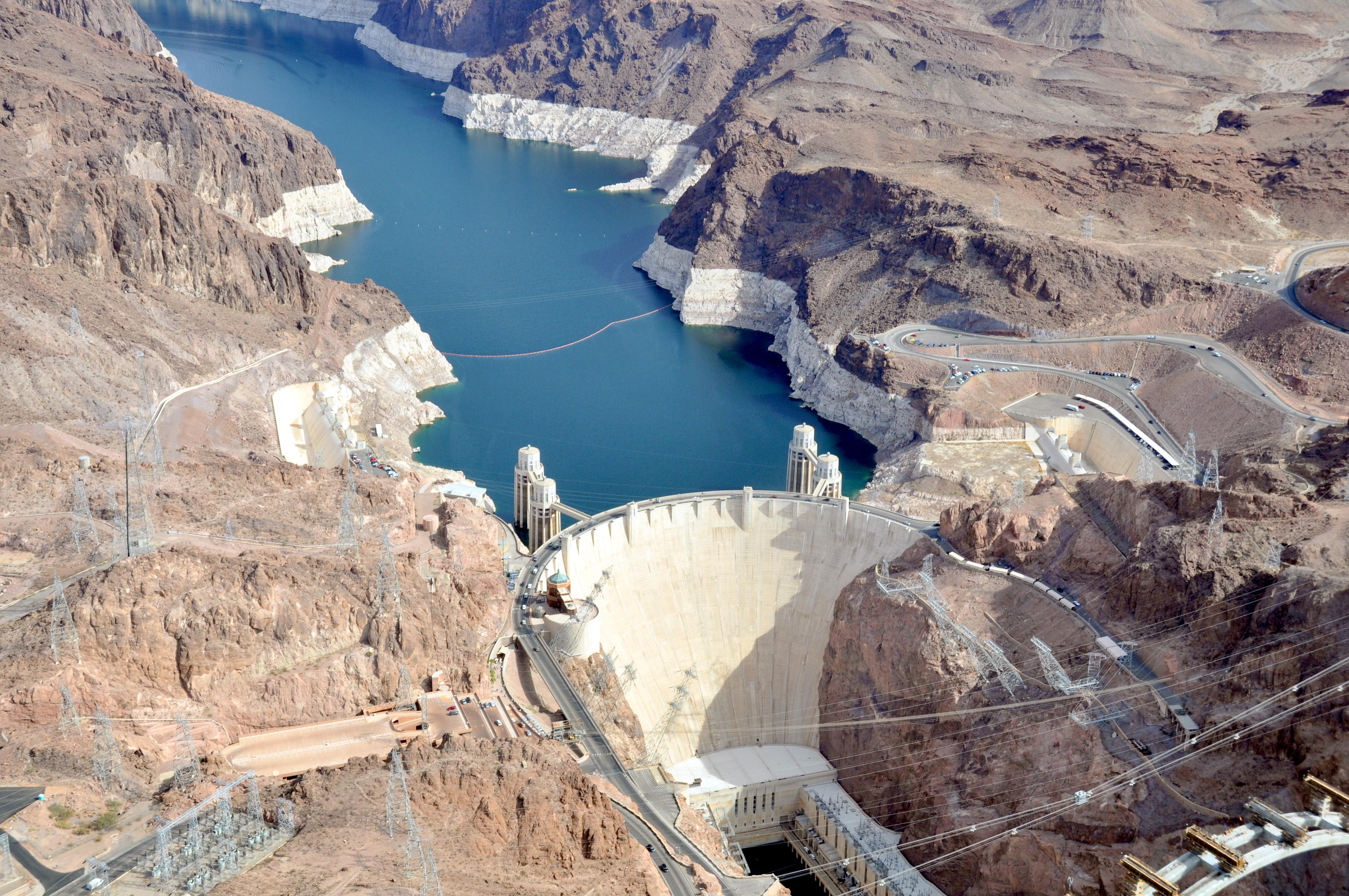
미국 후버댐
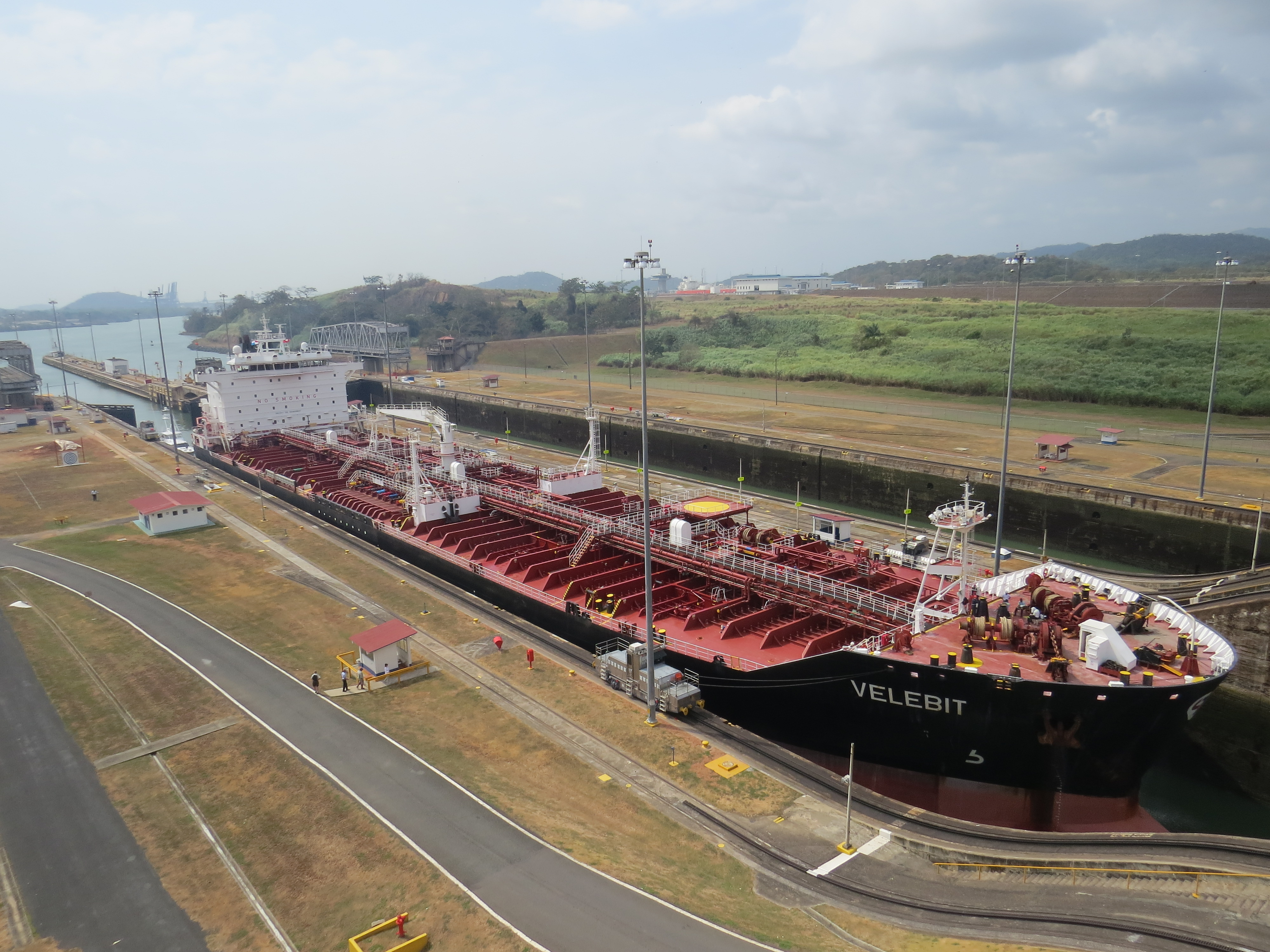
파나마 운하
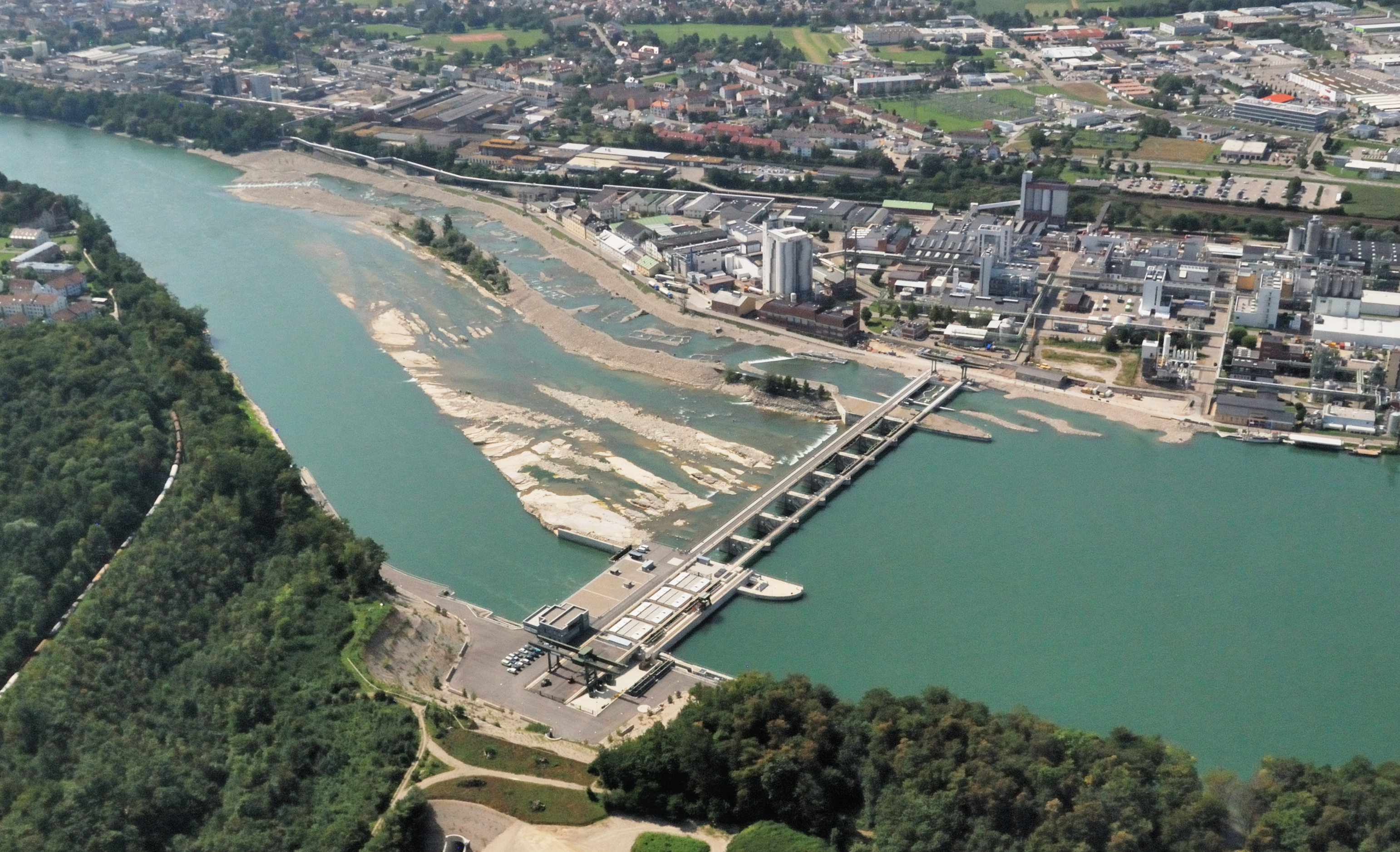
독일 Rheinfelden의 수력발전소
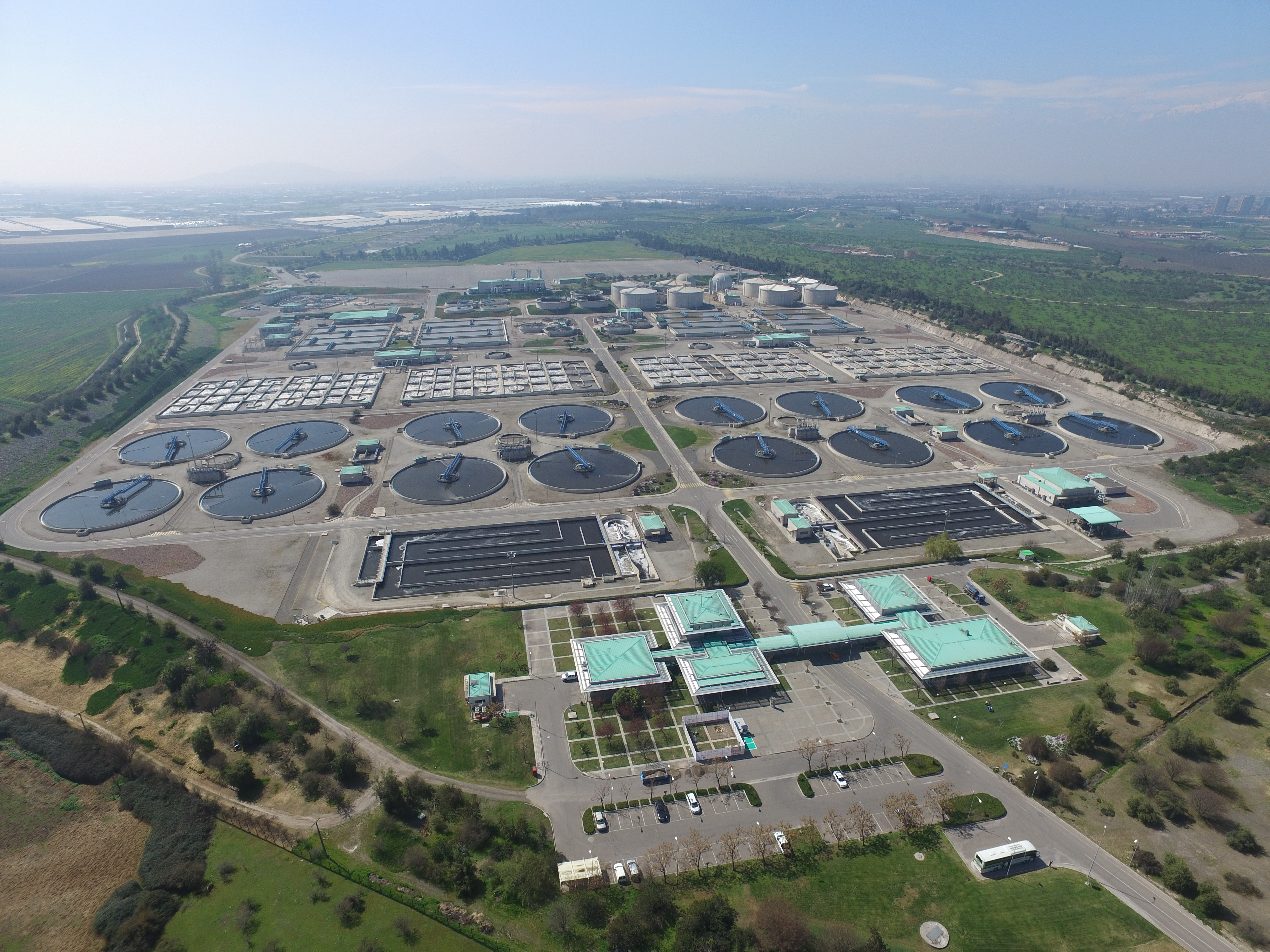
칠레의 정수장
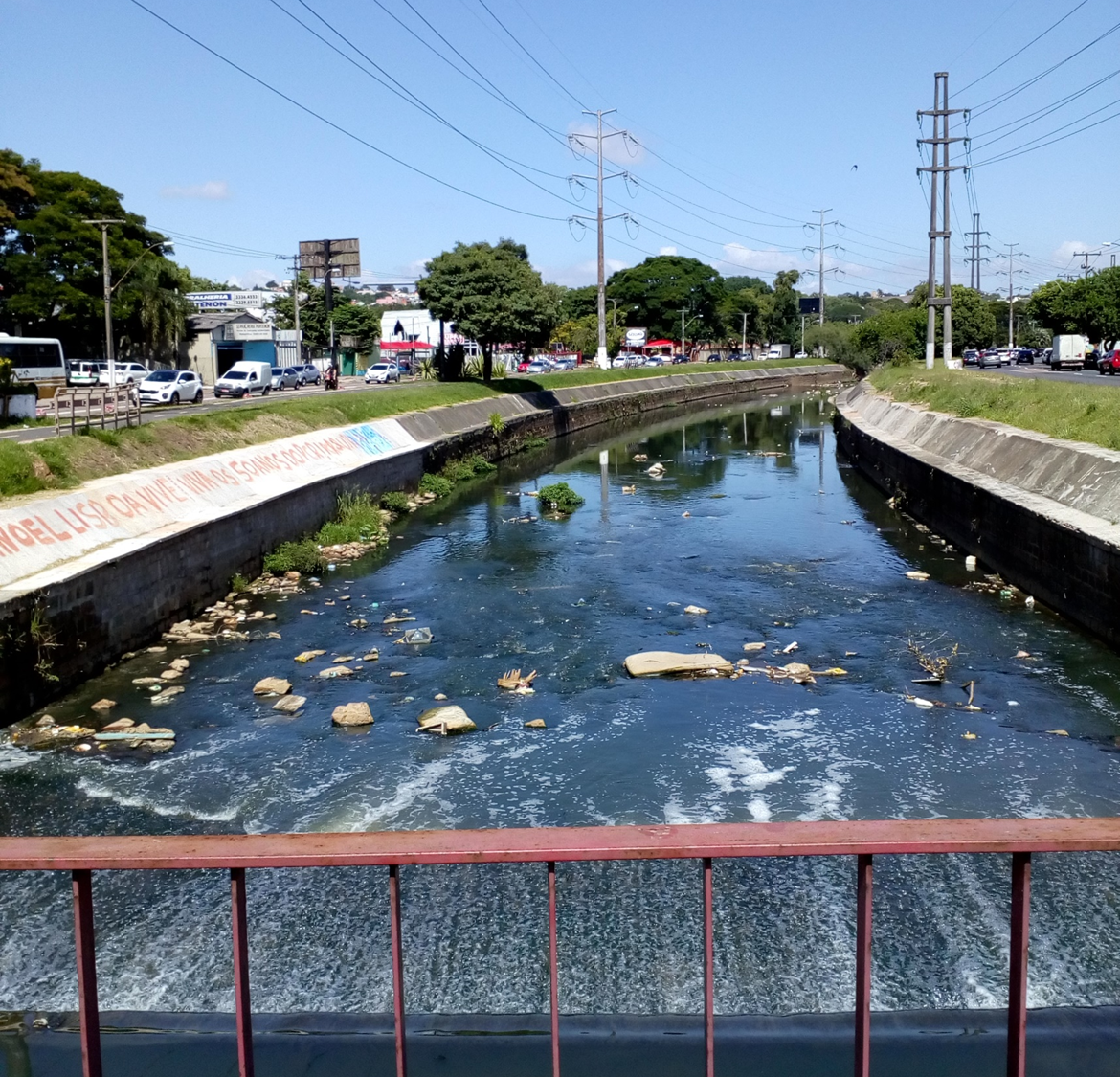
수로, 하천의 정비
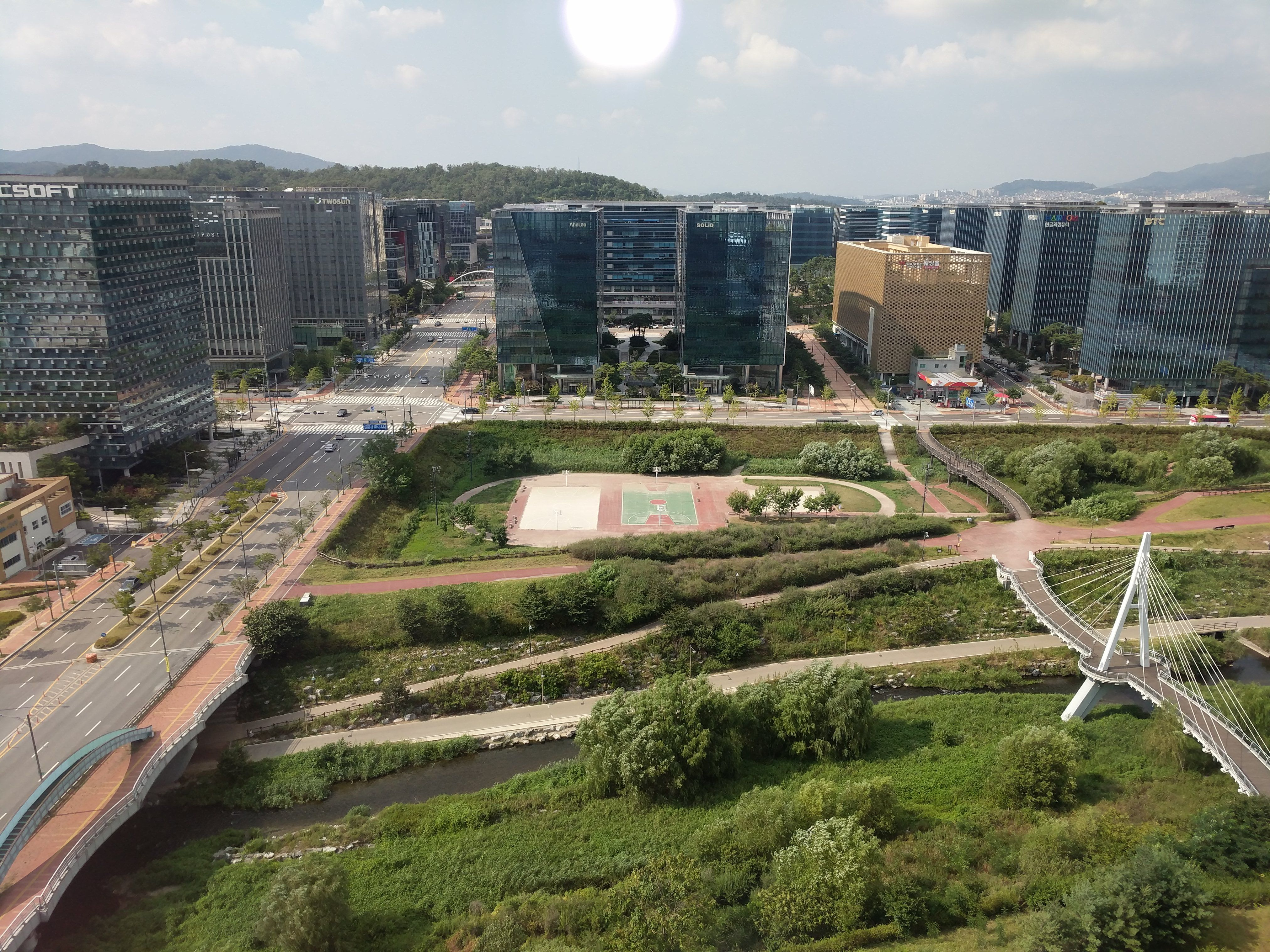
판교 테크노밸리

## 역사

### 근대 이전
토목공학의 역사는 인류의 역사와 함께 시작되었다. 인류는 생명의 위협으로부터 안전한 삶의 터전을 얻기 위해 토목기술을 터득하였다. 문명의 발상과 더불어 운하와 육지의 길을 만들고, 마실 물을 얻으며 농사에 필요한 물을 확보하였다.
또한 지배자의 기념사업과 적의 침략을 방지하기 위한 방편의 마련에도 토목기술은 응용되었다. 현존하는 최고의 시설물로 기원전 27세기경 이집트의 피라미드나 기원전 2세기경 중국의 만리장성, 로마의 도로와 도수관 등은 토목기술의 발전 정도와 필요성을 보여주는 좋은 예이다. 한국 토목의 역사인 토목사에서도 한국의 최초의 토목구조물을 볼 수 있는데, 이를테면 고조선 시대 강화도 삼랑성(三郞城)으로 고려사 지리지, 여지승람 기록에도 찾을 수 있다. 삼국시대 삼국사기에 신라8대 아달라이사금 3년(서기 156년) 4월에 계림령 도로를 개통한 기록이 있는데, 현대의 문경새재 오솔길로 보이며, 동왕 5년(서기 158년) 3월 죽령 도로를 개통했는데, 영주-단양간 고갯길로 여겨진다.
토목공학은 유사 이래로 인류의 삶을 질적으로 향상하는 데 큰 역할을 수행해 오고 있으며, 공학의 뿌리로서 건축, 기계, 전기 등 각종 공학분야들이 진보됨에 따라 전문화하여 분리, 독립하였다.

### 근대
근대의 토목공학은 유럽에서 발달되었으며, 특히 프랑스에서 군대의 축성술이 민간에게로 전수되면서 그 기틀이 잡히게 되었다. 프랑스 루이 14세 때 기술자의 조직으로 공병대가 창설되었는데, 이것이 근대에 있어 조직화된 최초의 토목기술자 집단이다. 프랑스의 공병 사관들은 수학을 기초로 하는 과학적인 기술교육을 받았으며, 이들은 군대공사뿐만 아니라 국민을 위한 공공사업에도 손을 대게 됨으로써 민간부분으로 전파되게 되었다. 1743년, 프랑스의 국립토목공학학교(L'ecole des Ponts et Chaussées)가 파리에 세워졌다.
영국에서는 1760년경 존 스미튼(John Smeaton)에 의해 군사 공학(military engineering)과 구분되는 개념으로서 1771년에 토목기술자협회가 결성되었고, 이때부터 토목기술자를 토목기사(civil engineer)라 부르고, 토목기술을 토목공학(civil engineering)이라 하게 되었다. 1818년에는 영국토목학회가 헌장을 기안함으로써 서구의 근대 토목공학이 성립되게 되었다.
대한민국에서는 산업화에 따라 학문을 받아들이면서 사용재료가 주로 흙과 돌, 나무 등으로 이루어져 있다는 사실에 착안하여 토목으로 쓴 것으로 보인다. 그러나 현대의 토목재료는 강철, 신소재에 이르기까지 대단히 다양해졌으므로, 원래의 취지에 맞는 시민공학 또는 사회기반공학 등으로 명칭을 변경해야 한다는 의견도 있다. 또, 학문적으로 거의 동일함에도 불구하고, 건물을 대상으로 하는 건축공학은 일본의 경우와 같이 토목공학과 구분하여 다루고 있다. 대한민국의 토목공학과는 1939년 한양대학교의 전신인 동아공과학원에서 최초로 개설되었다.

## 세부 분야

### 구조공학
각종 건설 구조물에 가해지는 힘(과재 하중, 재료의 무게, 바람, 수압, 지진 등)에 대한 역학적 특성 및 거동을 연구한다.
- 정역학 (Engineering Mechanics 1 : Statics)
- 동역학 및 구조동역학(진동학) (Structural Dynamics(Vibration))
- 재료역학 (Mechanics of Materials)
- 구조공학 (Structural Engineering)
- 콘크리트공학 (철근,프리스트레스트) (Reinforced Concrete Engineering, Prestressed Concrete Engineering)
- 강구조공학 (Steel Structure Engineering)
- 교량공학 (Bridge Engineering)
- 지진(내진)공학 (Earthquake Engineering)

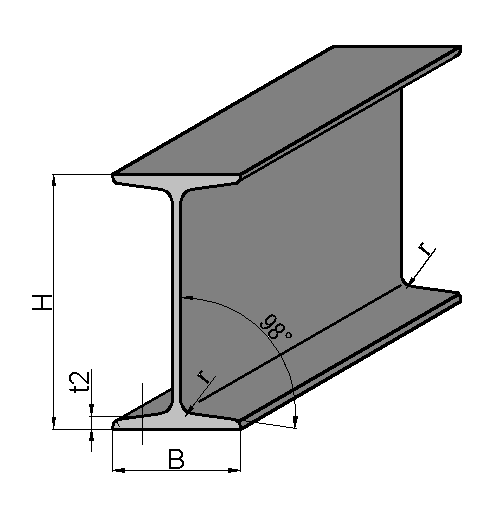
재료역학은 구조물에 사용되는 재료의 물성치, 내력 등에 대해 정리한 학문이다.
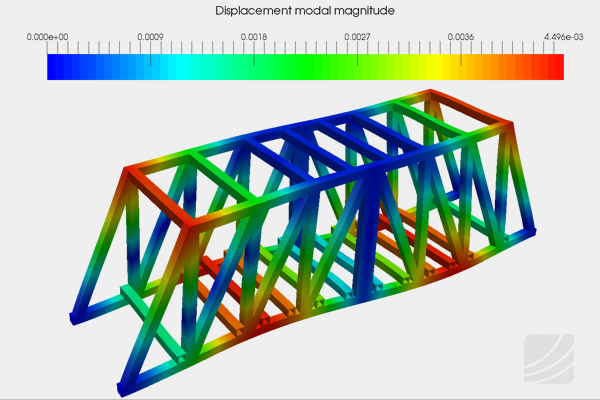
구조공학은 전체 구조물에 작용하는 하중을 계산하고, 반력, 부재력, 처짐량 등을 계산한다.
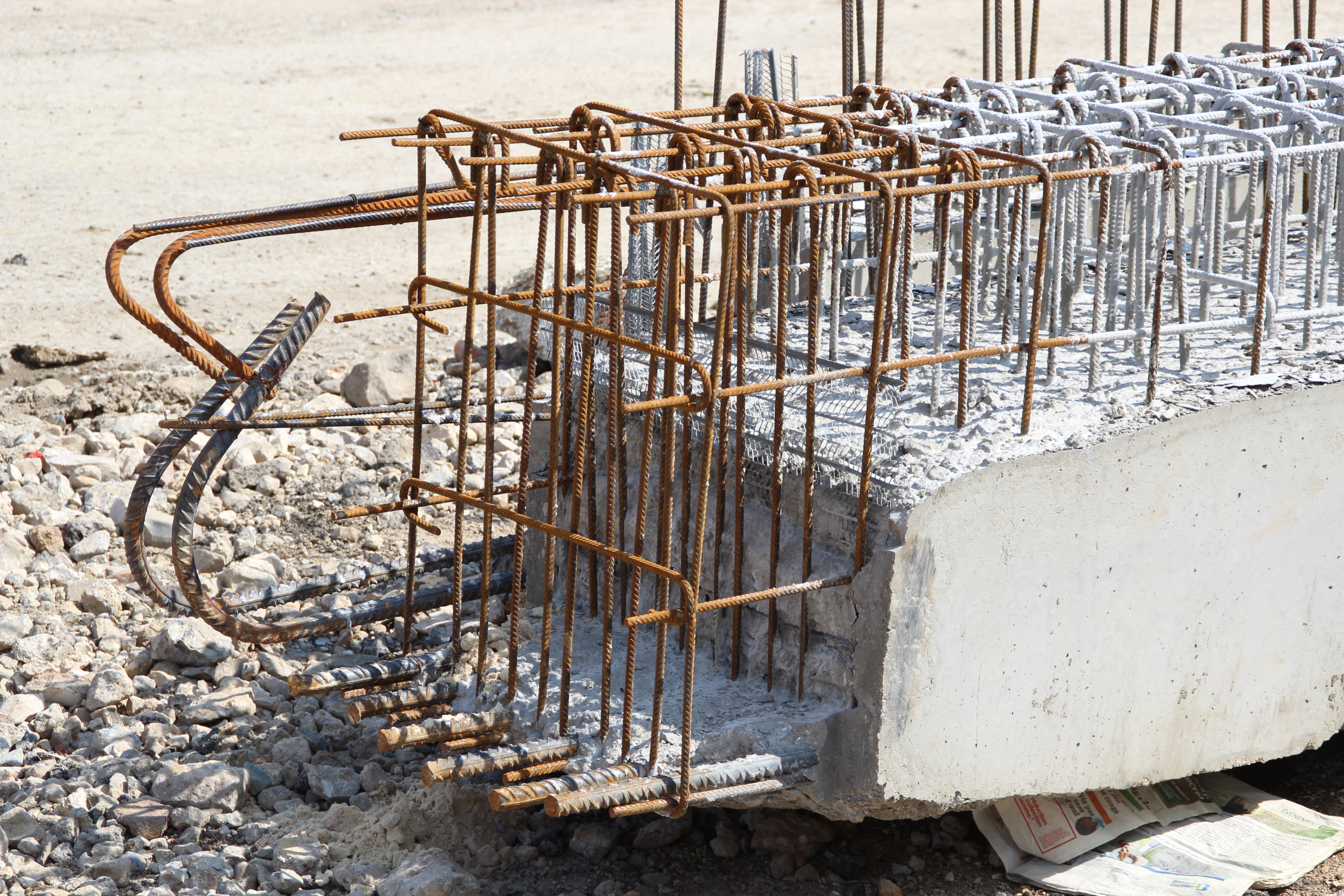
철근콘크리트 공학은 들보, 기둥, 옹벽, 기초 등의 철근 콘크리트 구조물의 거동에 대해 연구하는 분야이다.
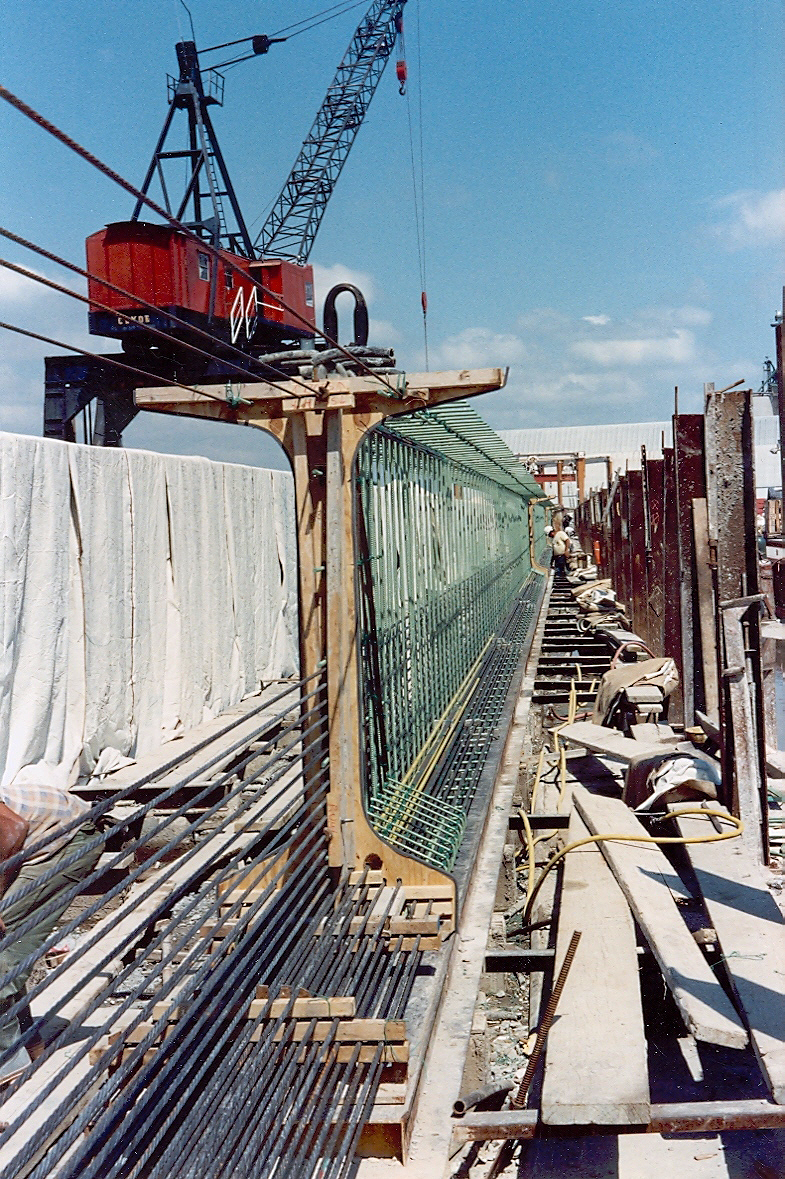
프리스트레스트 콘크리트(PSC)는 콘크리트에 미리 압축력을 주어 구조물에 작용하는 외력에 저항하도록 만든 것으로, 철근 콘크리트(RC)의 한계를 극복하기 위해 만들어졌다.
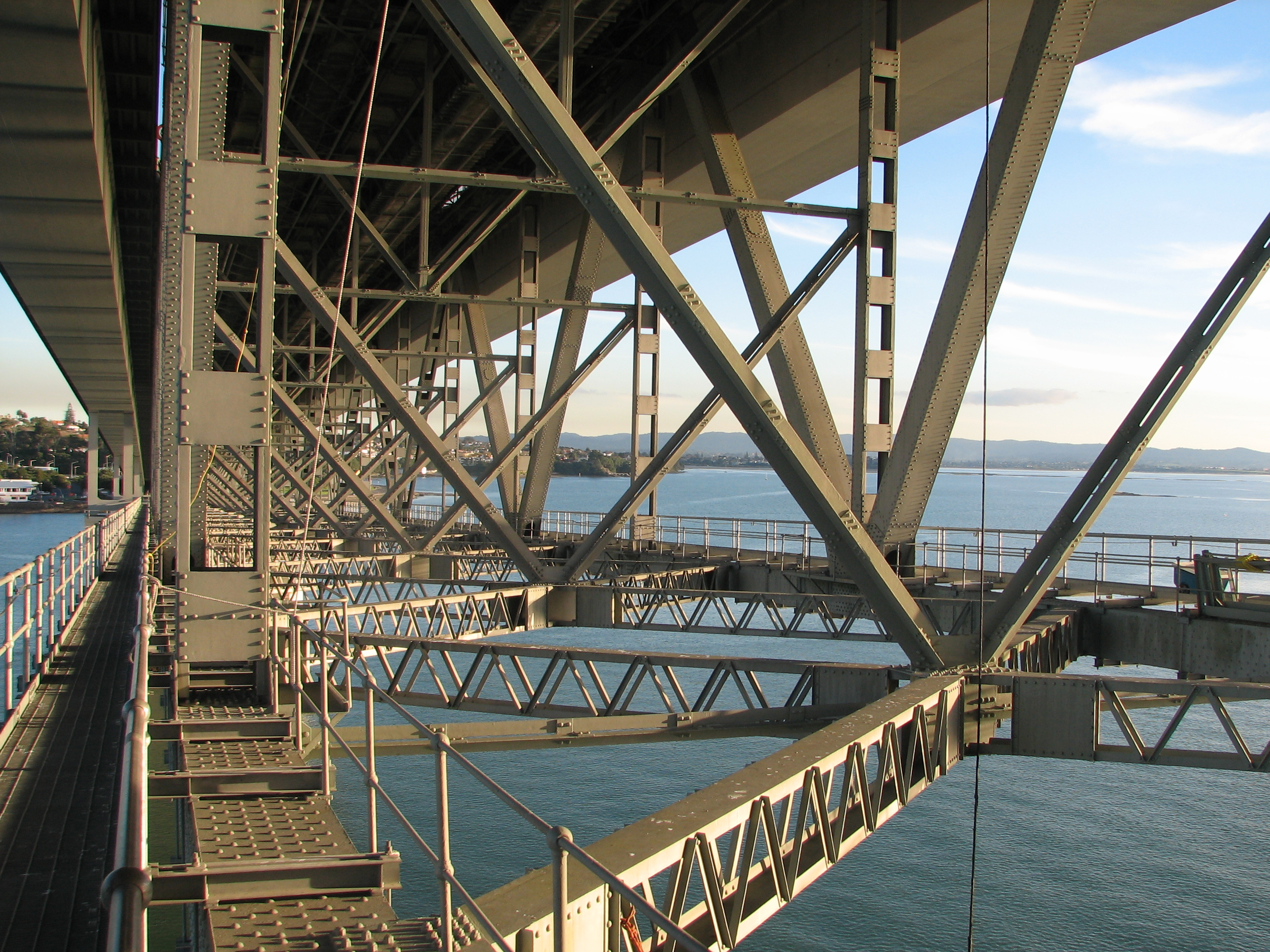
강구조공학은 강철 구조물에 대한 설계와 관련된다.
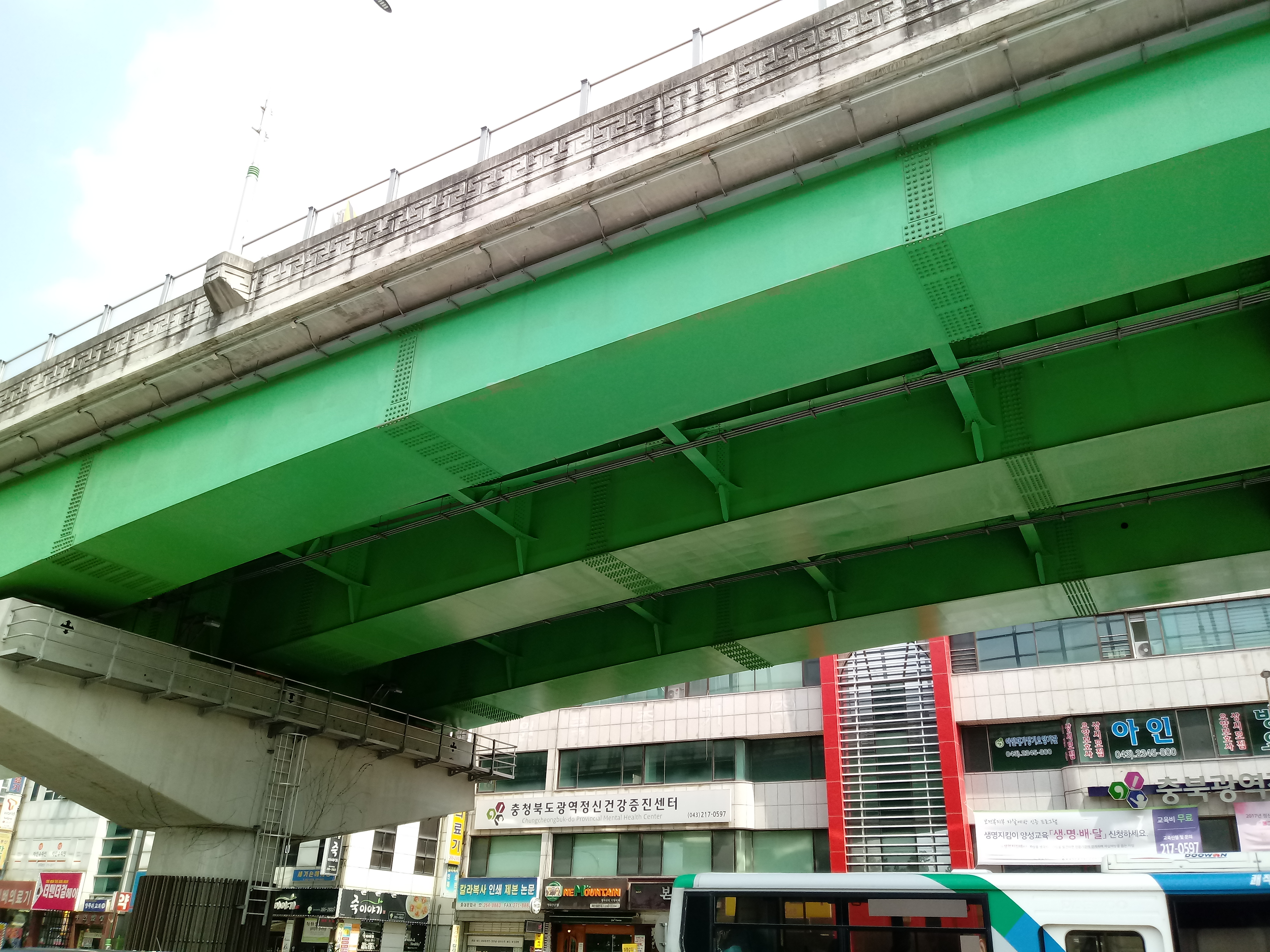
교량공학은 도로 또는 철도교 등의 교량 설계에 대한 학문이다. 교량에 요구되는 조건과 환경, 시공 방법에 따라 다양한 구조형식과 규모가 있다.

### 지반공학
토목공학의 주 재료인 흙 및 암석의 공학적 특성과 구조물간 역학적 거동을 살피고, 토류구조물의 설치 및 설계에 관해 연구한다.
건물을 지을 때, 건물 밑의 지반이 건물의 무게를 지탱할 수 있어야 건축물이 무너지지 않는다. 건축물 공사에 앞서 지반의 성질을 파악한 뒤, 필요하다면 별도의 공법을 사용하여 지반 보강을 해준다. 여기에 토목 엔지니어의 토질역학, 기초공학 지식과 경험이 사용된다. 적절히 처리되지 않은 지반 위에 구조물을 올리면, 경우에 따라 땅이 가라앉거나 횡방향으로 움직여버린다. 안정하지 못한 지반 위에 설치된 구조물은 아무리 튼튼하게 짓더라도 사용할 수 없다.
평소에 주변에서 쉽게 볼 수 있는 또다른 토목공학의 성과품은 많은 수의 옹벽과, 도시의 땅 그 자체이다. 도시는 항상 평지에 있지 않으며, 어떤 곳은 언덕 위에 있고 어떤 곳은 경사져 있다. 어떤 곳은 수직 벽으로 되어 있는 곳도 있다. 수직 벽 위에 건물을 지었는데, 이 벽이 무너져버린다고 생각해보자. 그럼 벽 아래쪽에 사는 사람들이 경제적으로건 물리적으로건 큰 피해를 입게 될 것이다. 이런 일이 일어나지 않도록 하기 위해 토목 엔지니어들은 지반공학을 공부하게 된다. 토압은 지반을 이루고 있는 흙의 성질, 지하수의 상태 등에 따라 변동하며, 이러한 토압을 견디기 위하여 토목 엔지니어는 옹벽을 설치하거나 적절한 경사로 절토한 뒤 사면안정공법을 적용한다. 토질역학 지식에 의해 많은 수의 건물들, 교량, 도로 등이 오랜 시간이 지나고 날씨 조건이 변하더라도 처음 시공된 상태에서 크게 변하지 않고 제 위치에 있는 것이다.
기복이 있는 지형에 단지 조성을 할 때 옹벽의 높이는 얼마로 할 것인지, 구조 형식은 어떻게 할 것인지, 옹벽 말고 다른 대안은 없는지, 어떻게 해야 안전하게 토압을 받으면서 활용할 수 있는 공간을 넓게 할 수 있을지에 대해 고민하는 것이 토목 엔지니어의 일이다. 지반조사는 공사하려고 하는 구역 내의 지질에 대해 알 수 있게 해주나, 비용과 시간의 문제 때문에 제한적일 수 있는 한계가 있다. 그럼에도 불구하고 지반공학은 '현장 상황'이 아주 중요하기 때문에 지반조사를 반드시 적절한 기준과 비용에 맞게 실시한 뒤에 설계 또는 공사를 진행해야 한다. 지반공학은 단지조성 외에도 다수의 건축물, 토목구조물 설계, 시공, 관리에 필요하다. 공중에 떠 있는 구조물이 아니라면, 물 속에 있든 지상에 있든, 언제나 지반공학은 필요하게 된다.
- 지질학
- 토질역학
- 기초공학
- 지반공학
- 암반공학
- 터널공학

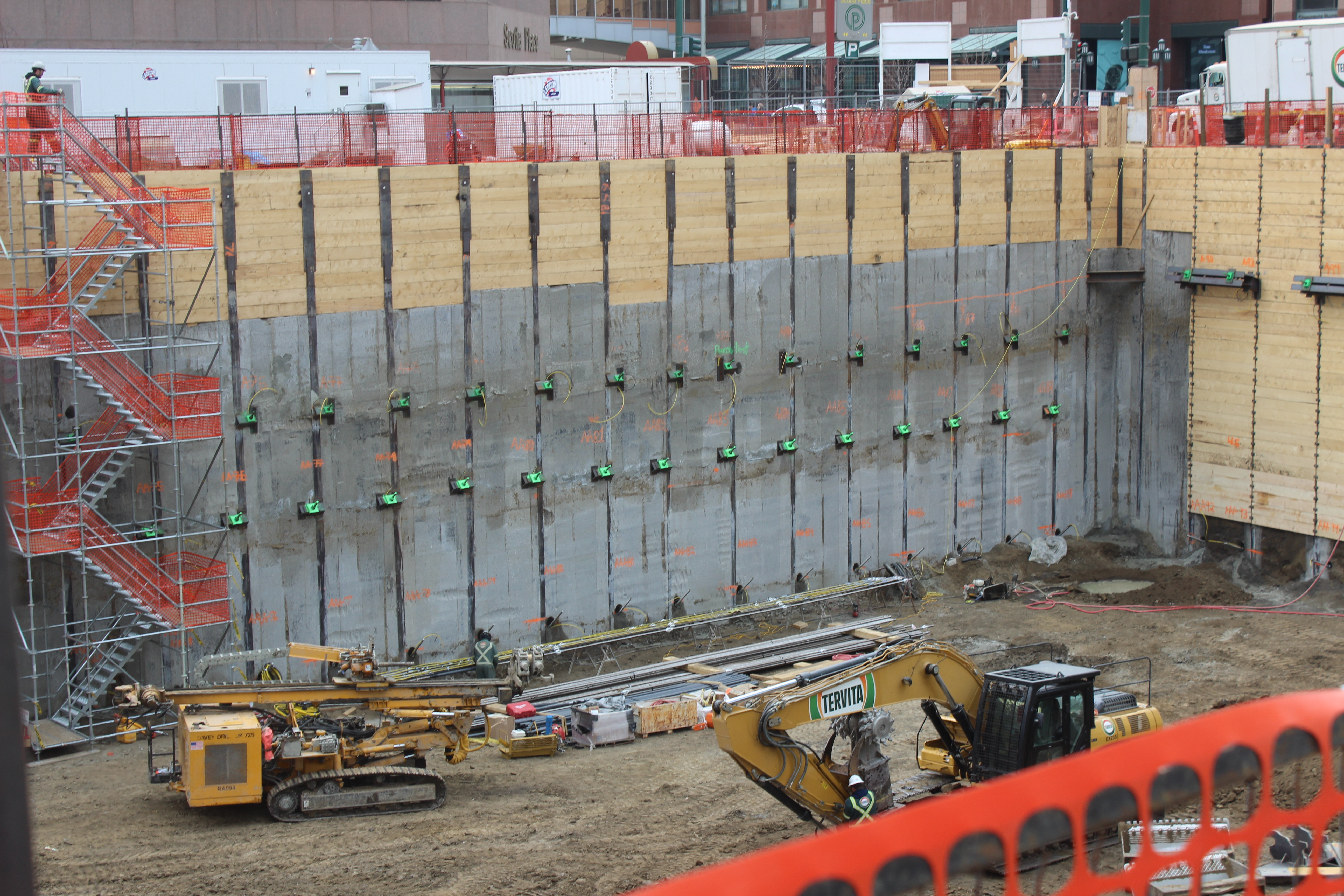
토질역학은 흙의 거동에 대해 연구하는 학문이다. 구조물의 안정성을 위해서는 지반의 안정성이 필수적이다. 공사 중, 공사 후의 지반 안전성은 토질역학의 중요한 목표 중 하나다.
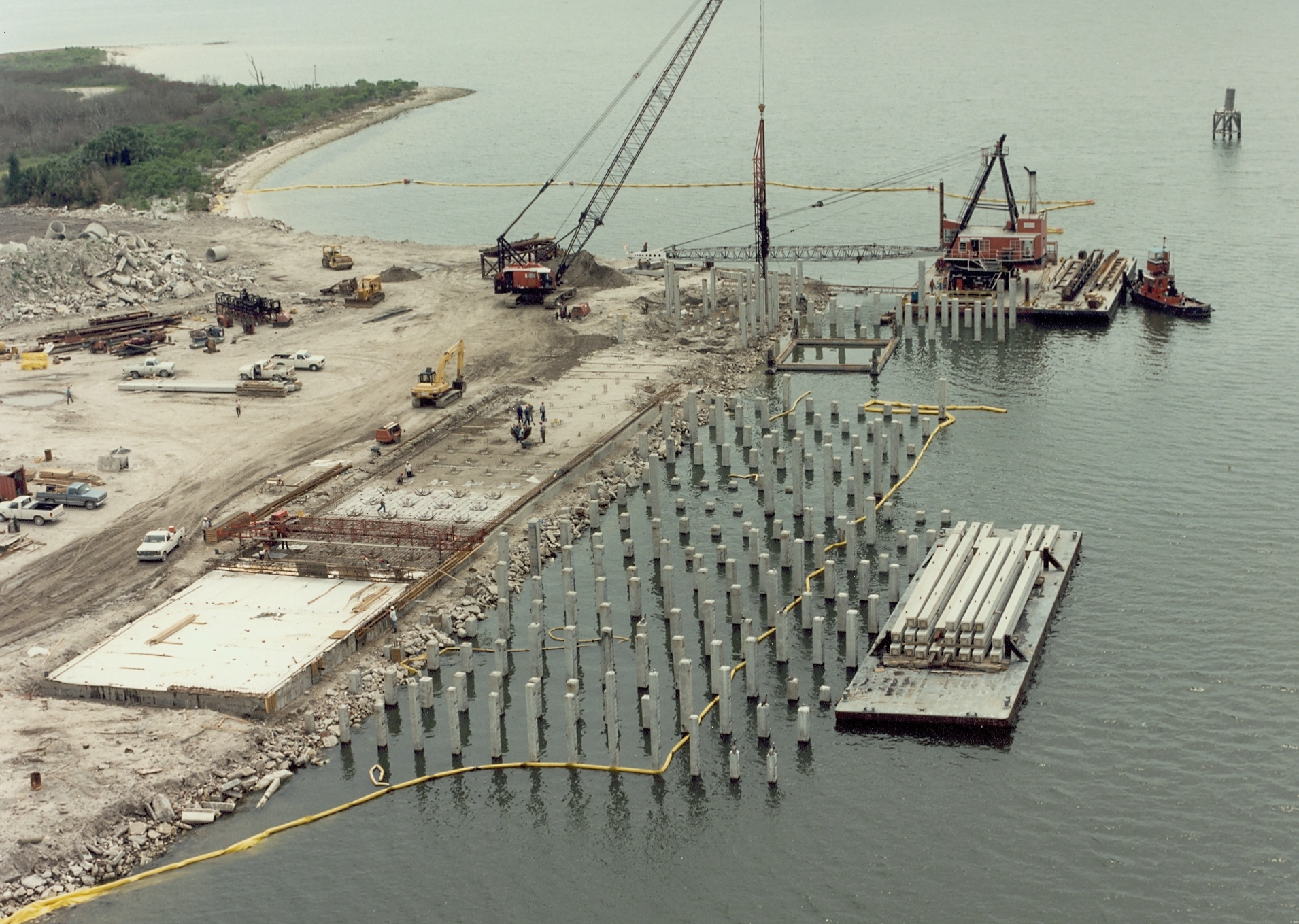
기초공학은 구조물의 하부를 지탱하는 기초에 대한 학문이다. 기초는 얕은 기초와 깊은 기초(말뚝)이 있으며, 구조물 상부에서 가해지는 하중을 안전하게 지반에 전달해야 한다.
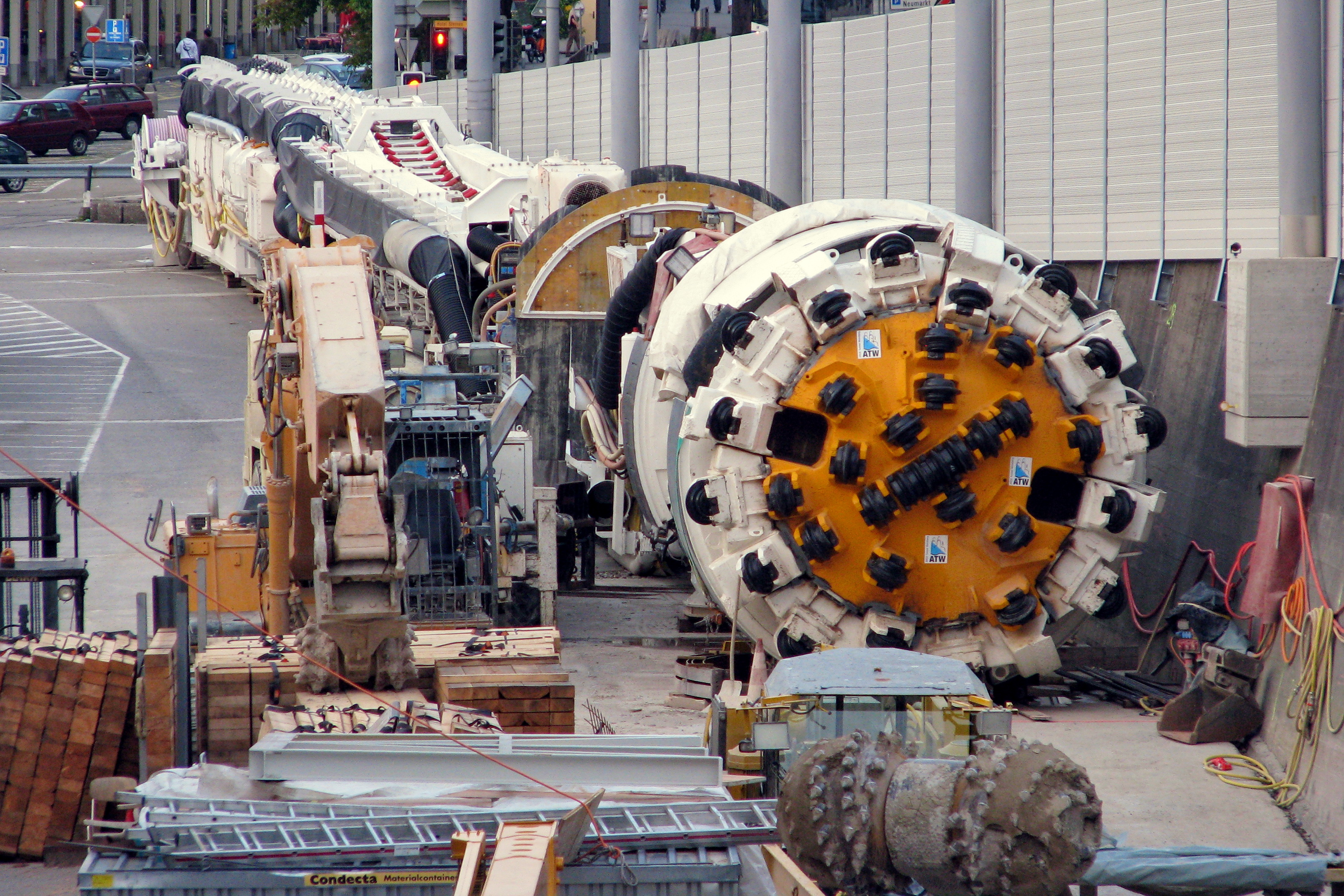
터널공학은 터널 건설에 관한 학문이다. 사진은 여러 가지 굴착 방법 중 하나인 TBM의 모습

### 수공학
유체(여기서 유체의 의미는 토목유체(대부분 수력학)을 의미한다.) 및 에너지 자원을 이용한 각종 기간 시설물인
댐, 해양, 항만, 하천, 플랜트 및 수자원시스템 공학을 다루는 학문이다.
- 유체역학 (Fluid Mechanics)
- 수리학 (Hydraulics)
- 수문학 (Hydrology)
- 수자원공학 (Water Resources Engineering)
- 하천공학 (River Engineering)
- 해안및항만공학 (Coastal & Harbor Engineering)

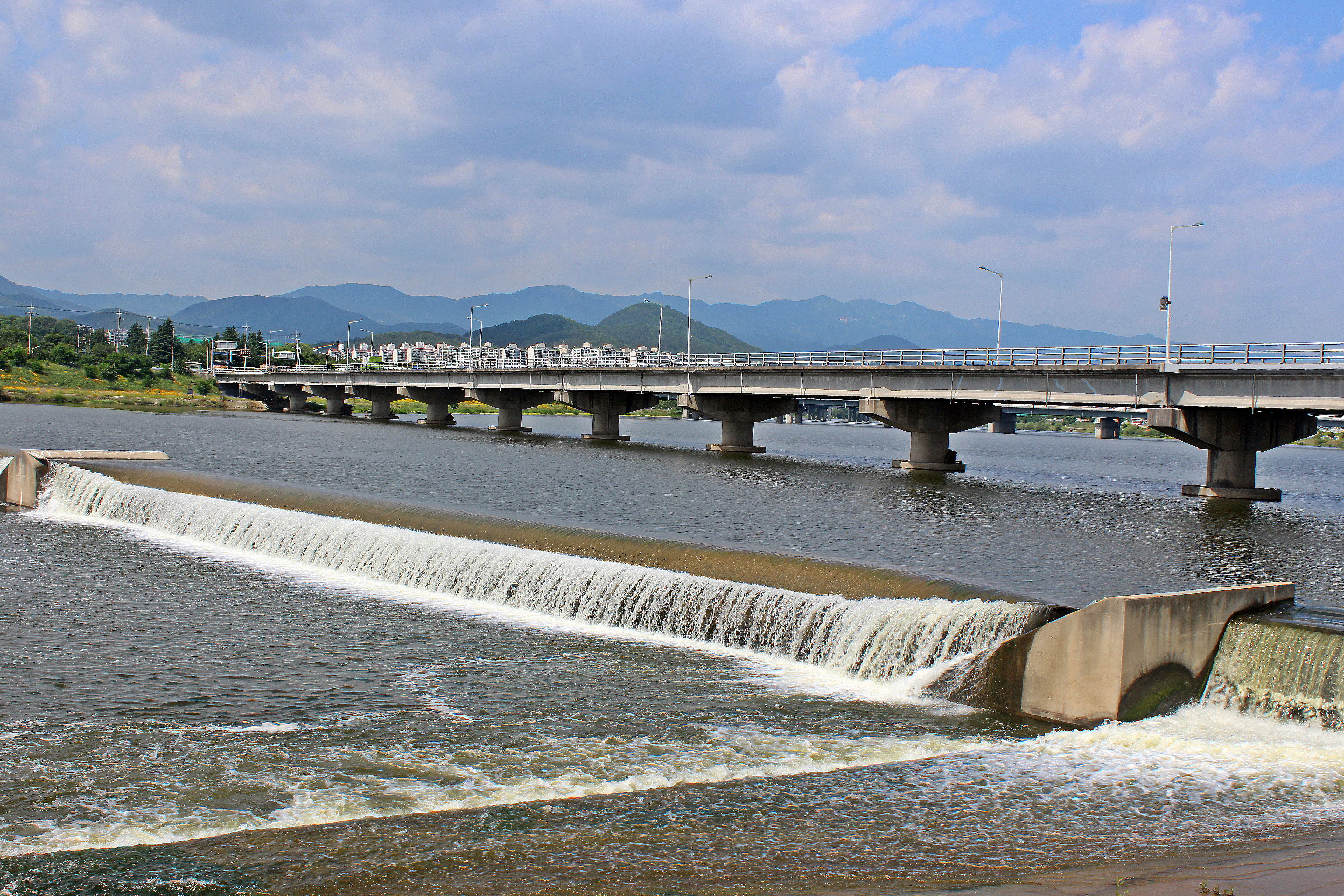
수리학은 여러 가지 조건에서 물의 흐름에 대해 연구하는 학문이다. 관(pipe)에서 물의 흐름이나, 하천, 수로 등에서 물의 흐름 등에 대해 다룬다.
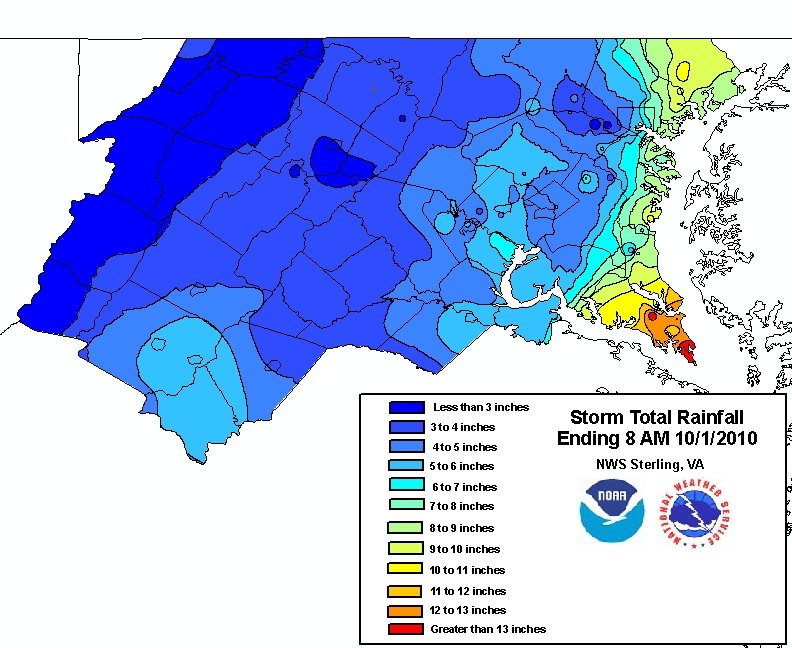
수문학에서는 통계적인 방법을 이용해 강우량을 파악하고 하천의 유출량 등을 산정하게 된다.
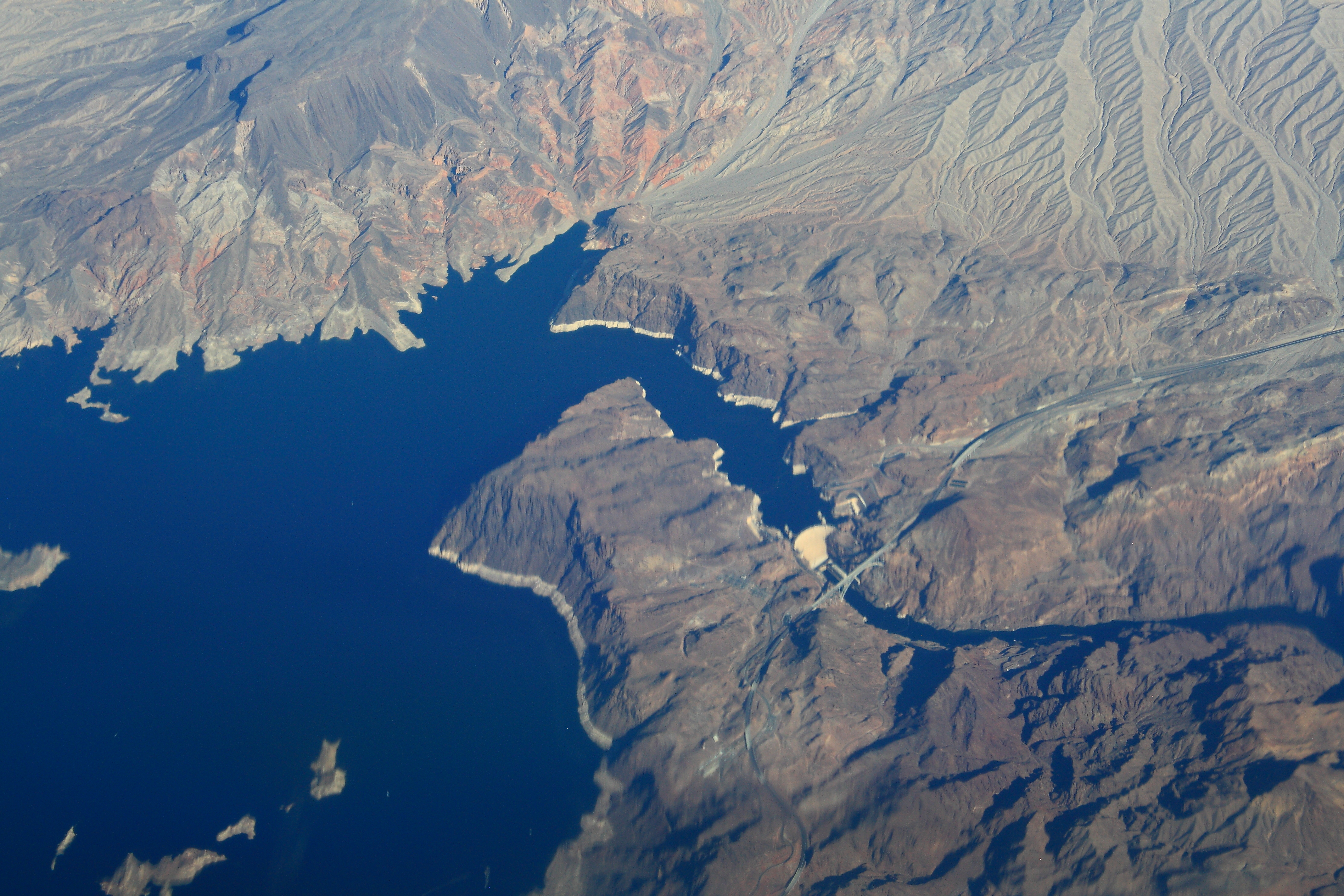
수자원공학에서는 전반적인 수자원 관리, 계획 등에 대해 연구한다. 수문학, 통계학 지식을 바탕으로 홍수량 등을 산정하여 수공 구조물(하천, 댐, 보, 배수시설 등)의 규모를 결정할 수 있다.
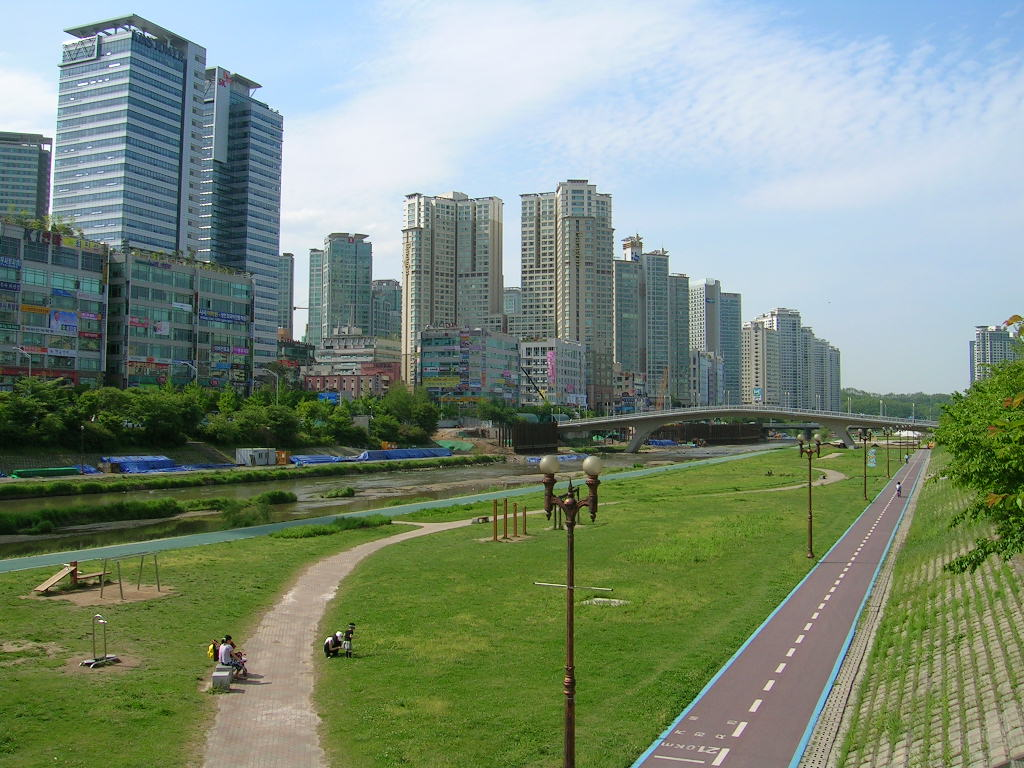
하천공학은 하천과 인접 부대시설의 설계에 대한 학문이다. 하천설계는 홍수방어와 치수, 이수 등에 있어서 중요한 과업이다.
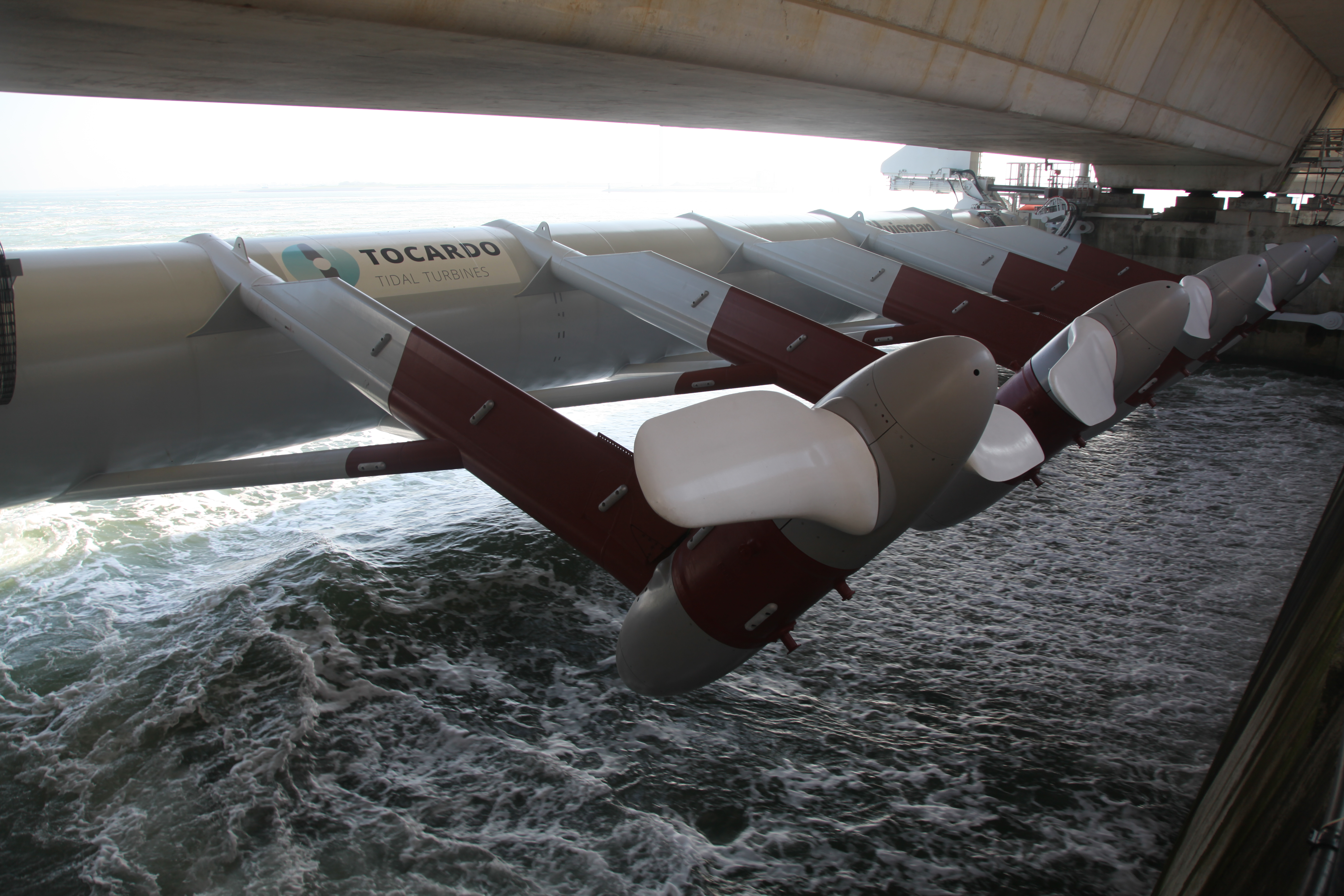
해안, 항만공학은 항만시설 설계와 이용에 관한 학문이다.

### 환경공학
상하수도 수질, 대기, 폐기물 등의 합리적인 관리를 통해 쾌적하고 건강한 생활공간을 유지•보전케 하는 환경관련 분야를 다루는 분야이다.
예컨대 수도꼭지를 틀었을 때 정수된 물이 알맞은 수압으로 나오는 것은 토목공학과 환경공학의 합작품이다. 어떤 사람이 사는 곳이 강이나 댐 주변이 아닌데도 멀리서 수도공급이 가능하게 된 것은 토목 엔지니어들에 의해 계획되고 건설된 복잡한 계통의 상수도 관, 펌프, 취수원(하천, 저수지, 지하수 등), 정수 시설들이 있기 때문이다.
대개 수돗물을 만들기 위한 물(원수)를 취득하는 곳은 수돗물을 필요로 하는 도시나 마을보다 높은 위치에 있는 저수지나 하천이다. 원수를 얻는 장소를 '수원'이라 하며, 대개의 국가들에서는 상수원 보호구역으로 이러한 곳을 지정하여 이 구역 내에서의 특정 행동들을 일부 제한하고 있다.
대규모 택지를 계획할 때 택지 내의 주택 또는 상가들에 대해 적정한 수압으로 물을 공급할 수 있도록 토목 설계자들은 관망해석 프로그램들을 이용하여 수리계산을 한다. 특히 대한민국에서는 단독주택보다 고층 아파트들이 많기 때문에 택지 설계 단계에서 적정 수압으로 물을 공급할 수 있도록 하는 것은 매우 중요하다. 수압을 계산하고, 파이프 내에 흐르는 물의 양(유량) 등을 알아낸 뒤, 어떤 종류의 관을 어느 곳에 매설할 것인지 설계하는 데에는 수리학적 지식이 요구된다. 또한 이미 개발되어 있는 인접 도시의 상수도에서 물을 끌어오는 경우 관련 기관과 협의하고 여러 가지 설계기준과 법령을 검토하는 것이 요구된다.
상수관은 한번 매설하면 나중에 교체하기 번거롭고 비용도 들기 때문에 초기의 설계와 시공이 중요하다. 신도시 입주가 시작되었을 때 입주자들이 수도에 대한 불편사항이 없도록 하는 것은 토목 엔지니어들의 중요한 목표 중 하나이다.
사용된 물을 잘 모아서 하수처리장으로 보낸 뒤에 수처리하여 방류하는 것도 중요하다. 여기에도 역시 수리학적 지식이 사용된다. 상수와 다르게 하수에는 오물이 포함되어 있기 때문에 상수도와 다른 방식의 이송, 처리과정이 적용되게 된다.
하수는 단순히 인간이 사용하고 버리는 물인 오수만이 있지 않고, 빗물과 지하수도 포함된다. 강우량은 통계적인 방법으로 추정하여 하수 시설의 규모를 결정하는 데 사용된다. 잘못 산정된 홍수량은 하수관로 또는 하수 처리 시설의 과부하를 불러오고, 우기에 도시 침수의 원인이 되어 다수의 이재민을 발생시키며 경제적인 손실을 가져온다. 또는 과다하게 설계된 하수시설은 다른 곳에 투입될 수도 있는 예산을 불필요하게 낭비하게 되므로 적정한 크기의 수리 시설을 구비하는 것은 토목공학(수공학, 상하수도 공학) 분야의 중요 과제라 할 수 있다.
- 환경공학
- 위생공학
- 상수도공학
- 폐수처리공학

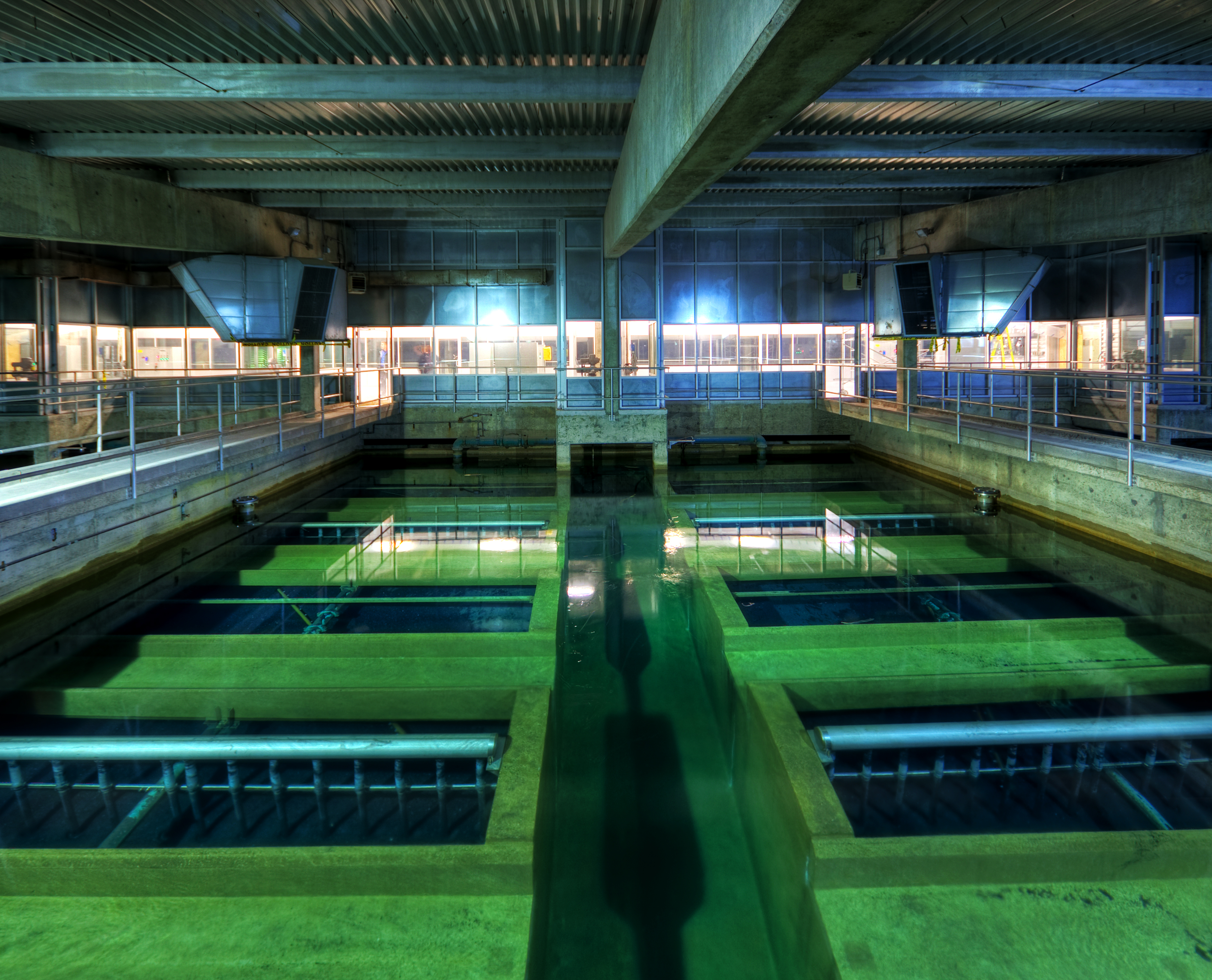
상수도 공학은 인간이 사용할 수돗물의 취수, 정수, 그리고 물 공급에 관한 학문이다. 깨끗한 물을 도시에 공급할 수 있게 되면서 질병이 감소하고 인구가 증가하는 데 이바지하였다.
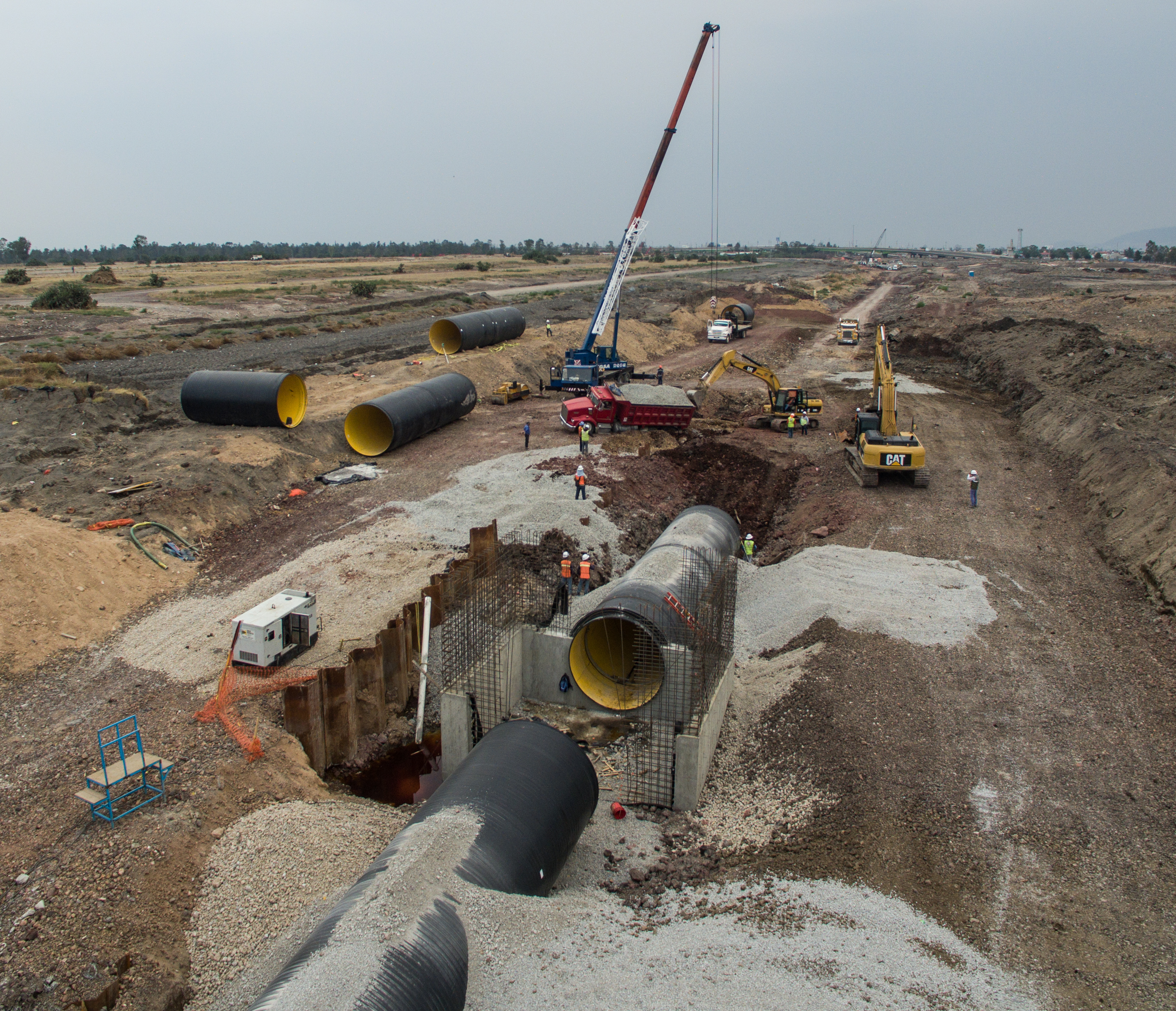
수도는 대부분 지중에 매설된 파이프를 통해 공급된다. 상하수도의 설계에는 수리학적, 수문학적 지식이 요구된다.

### 교통공학
사람과 화물을 합리적으로 수송할 수 있도록 하는 교통시설의 계획, 설계, 운용 및 관리를 다룬다.
- 도로공학
- 철도공학
- 교통공학
- 공항공학

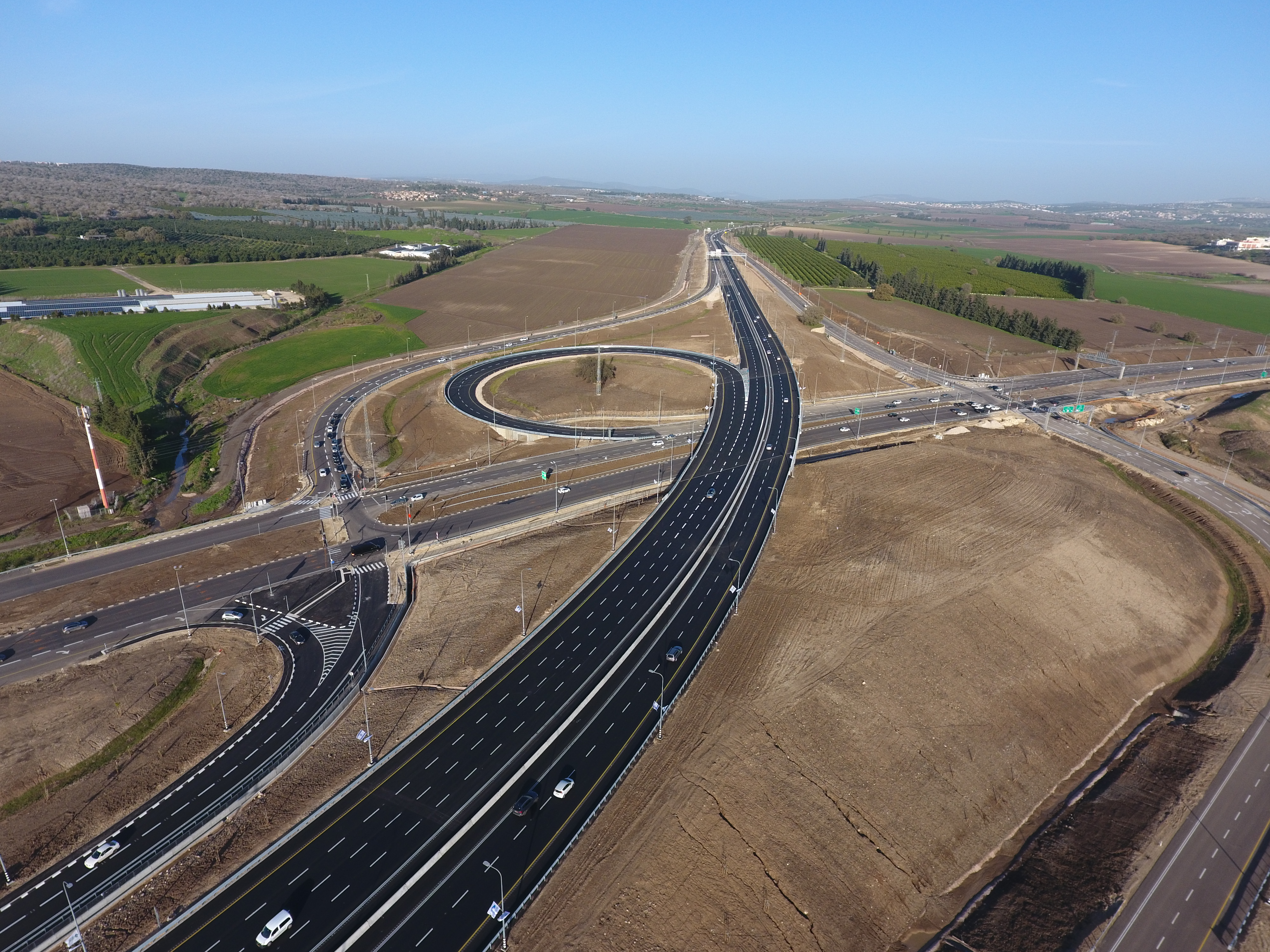
도로공학은 도로의 선형, 포장, 구조 등에 대한 설계와 관련된 학문이다.
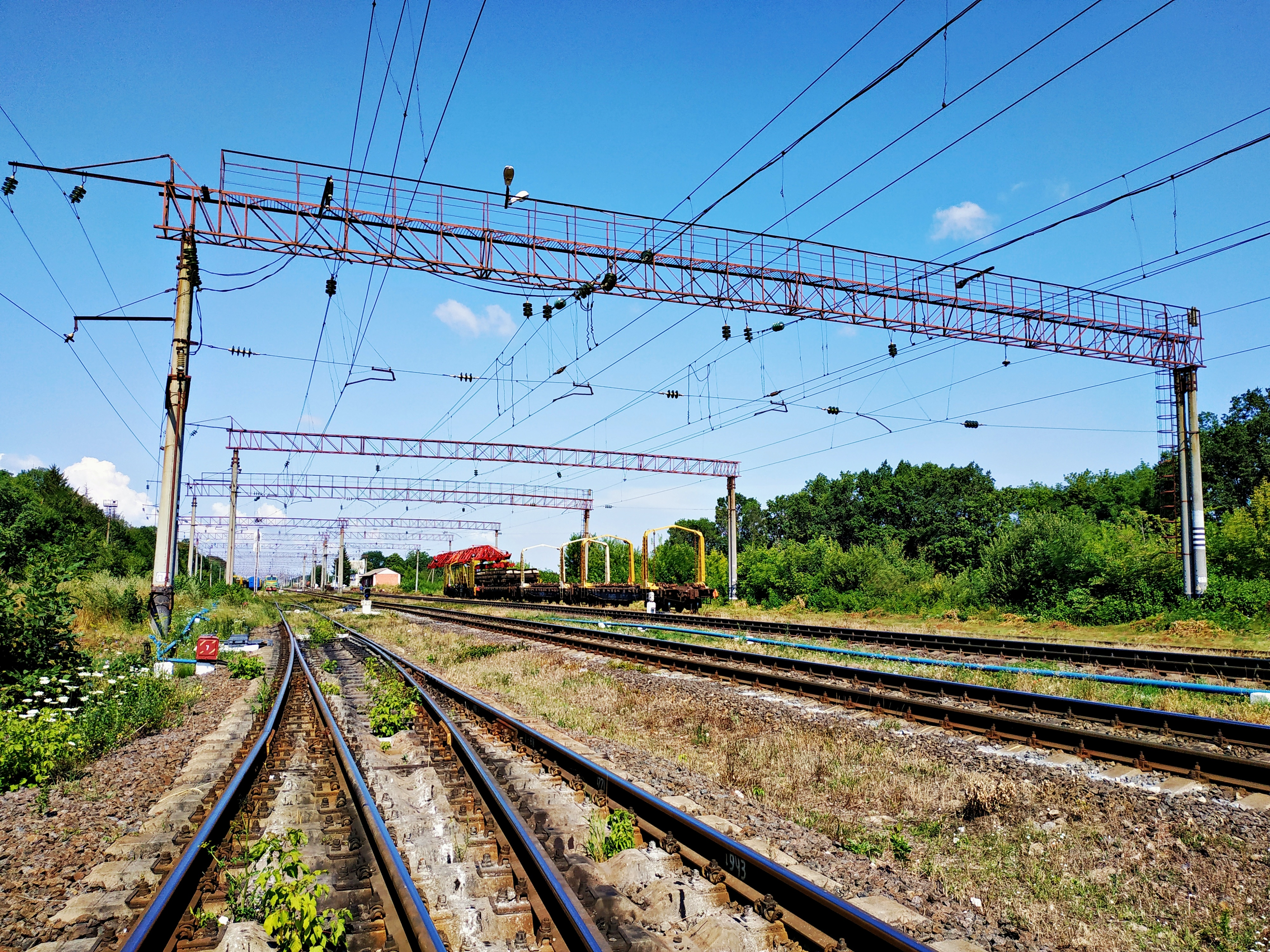
철도공학은 철로의 선형, 구조 등에 대한 설계와 관련된 학문이다.

### 측량 및 지형정보공학
지형의 측량, 노선 설계를 비롯하여 지구, 우주공간에 존재하는 사물들의 정보 등을 탐측, 해석 및 연구하는 학문이다.
- 측량학
- 지형정보공학

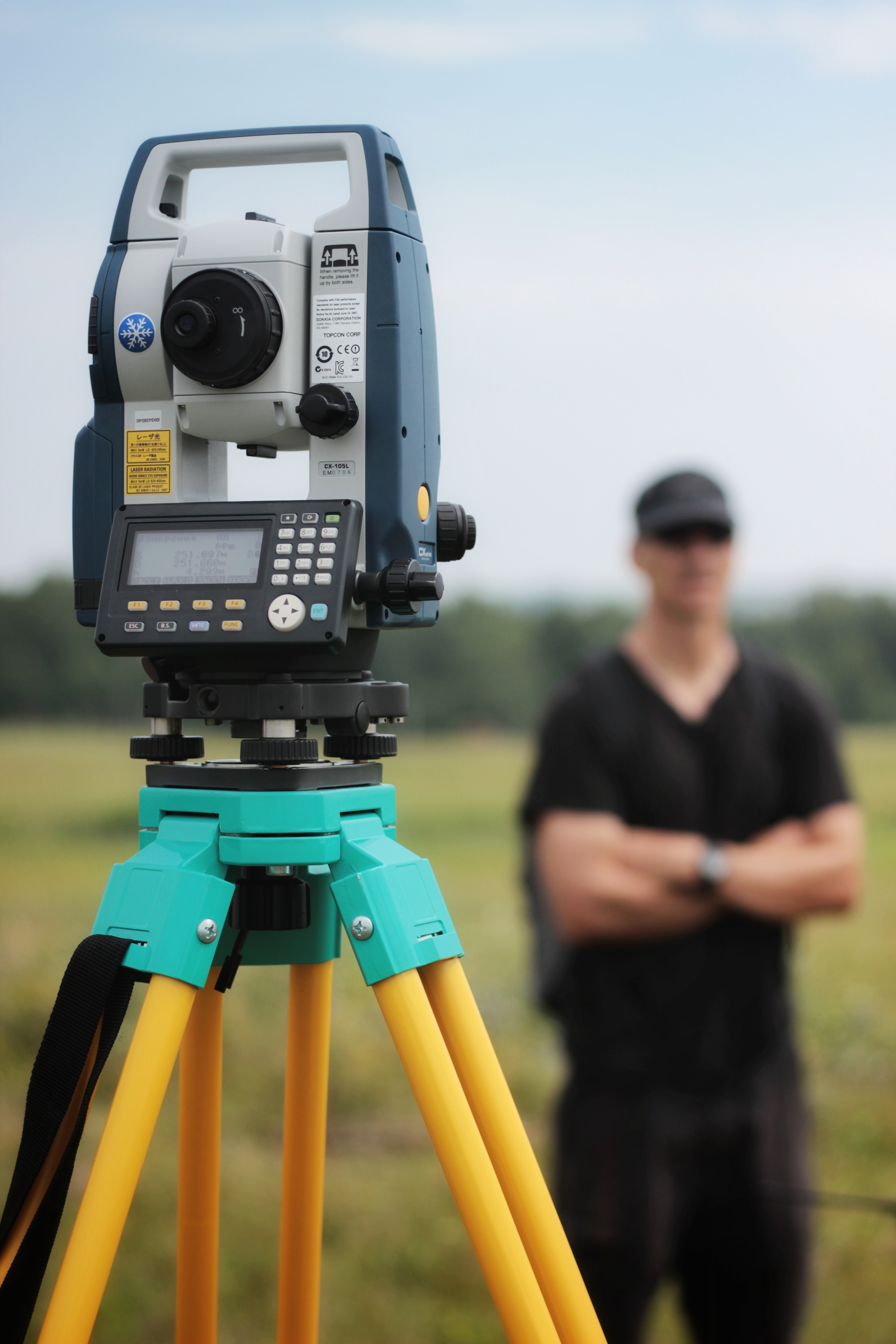
측량학은 토탈스테이션, 레벨, GPS 측량기 등을 이용하여 실제 지형의 위치, 길이, 면적, 방위각 등을 측정하여 설계와 시공에 사용하는 도면의 데이터를 만드는 데 쓰인다.
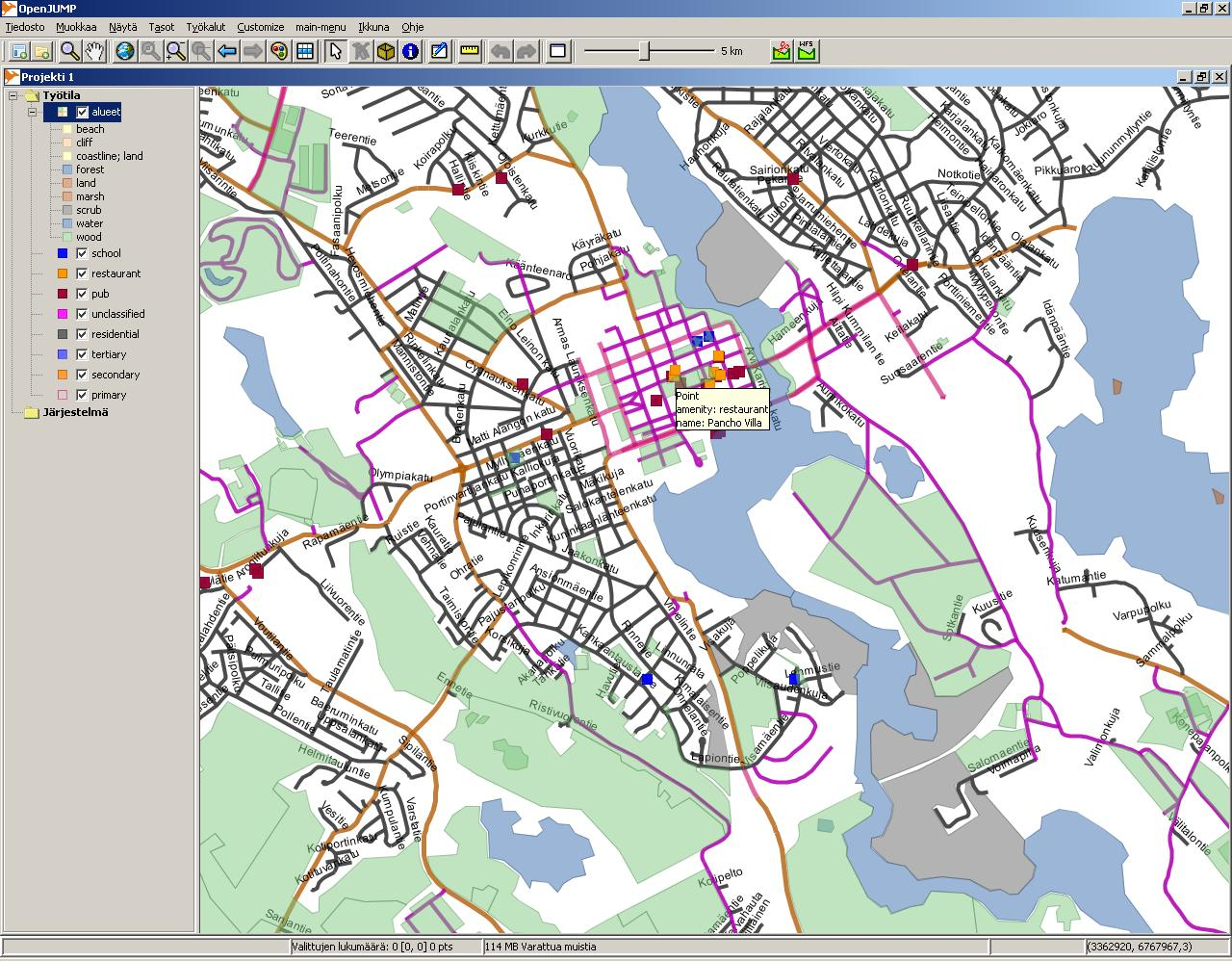
지형정보공학은 지도와 다른 데이터들을 연결하여 유용한 정보를 얻을 수 있도록 하는 학문이다.

### 공공시설물 설계 및 시공 관리
- 토목시공학
- 건설관리학
- 토목컴퓨터원용설계 (토목CAD)
- 토목구조물설계

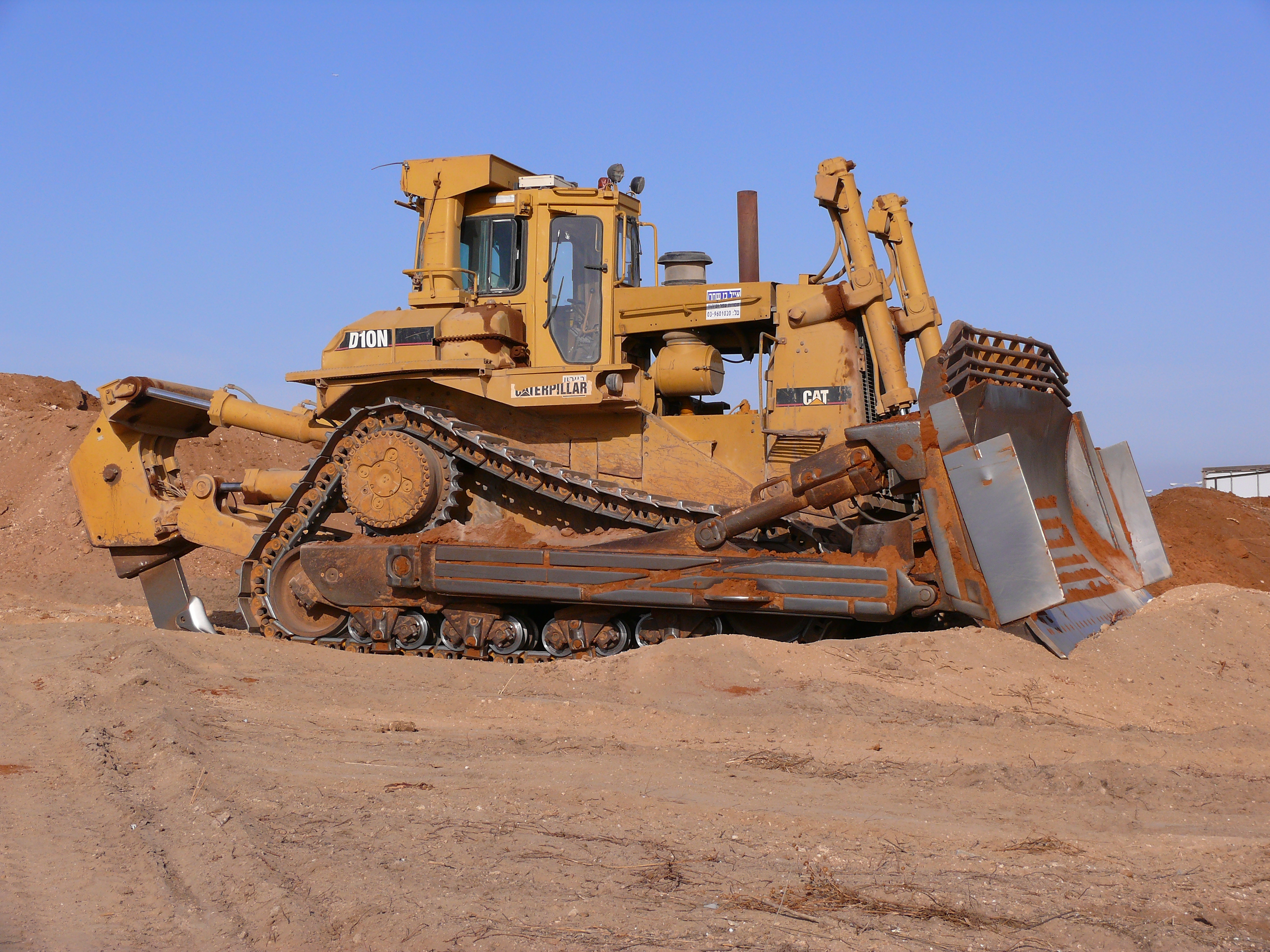
토목시공학은 설계된 구조물이나 프로젝트를 실제로 시공하여 만드는 방법들에 대해 정리한 토목공학의 분야이다. 건설기계, 토공사, 콘크리트공사, 등에 대해 다룬다. 프로젝트의 일정 관리(공정 관리), 공사에 소요되는 재료의 양(물량산출)과 공사비 계산도 한다.
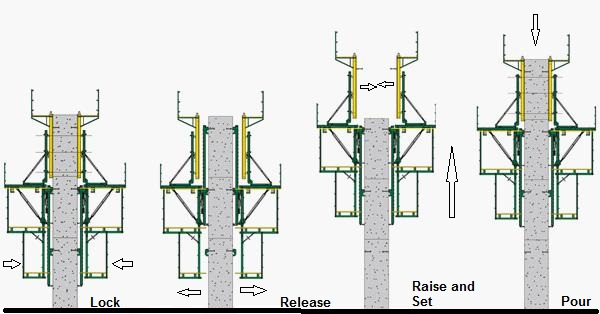
콘크리트 공사에 쓰이는 특수 거푸집 공법인 slip form
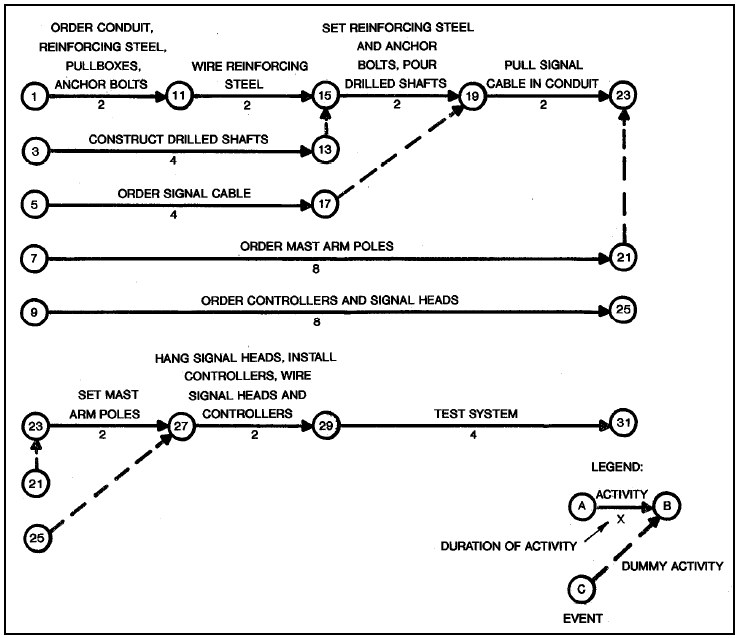
공정관리에 쓰이는 CPM 네트워크 선도
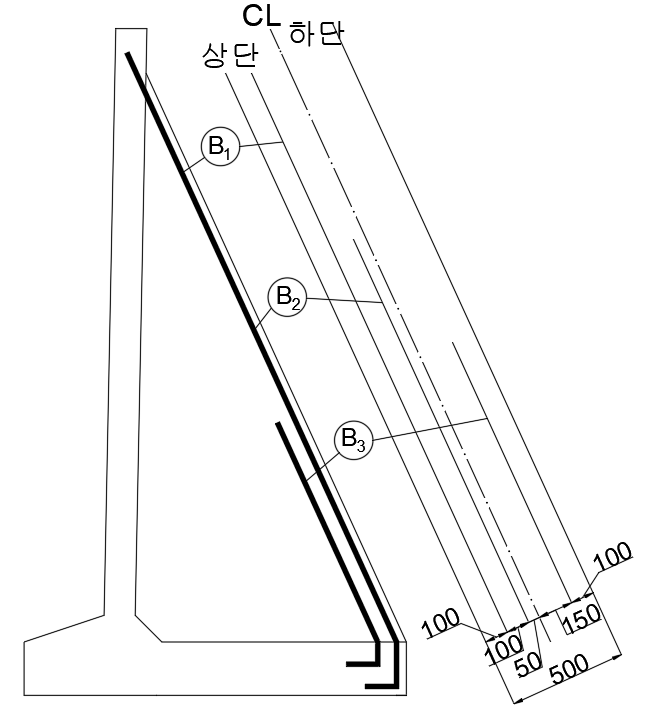
도면을 보고 소요되는 철근량, 콘크리트량, 거푸집량 등을 계산하는 작업을 물량산출이라고 한다. 사진은 뒷부벽식 옹벽 도면의 일부분이며, 실제 도면은 이보다 복잡하다.
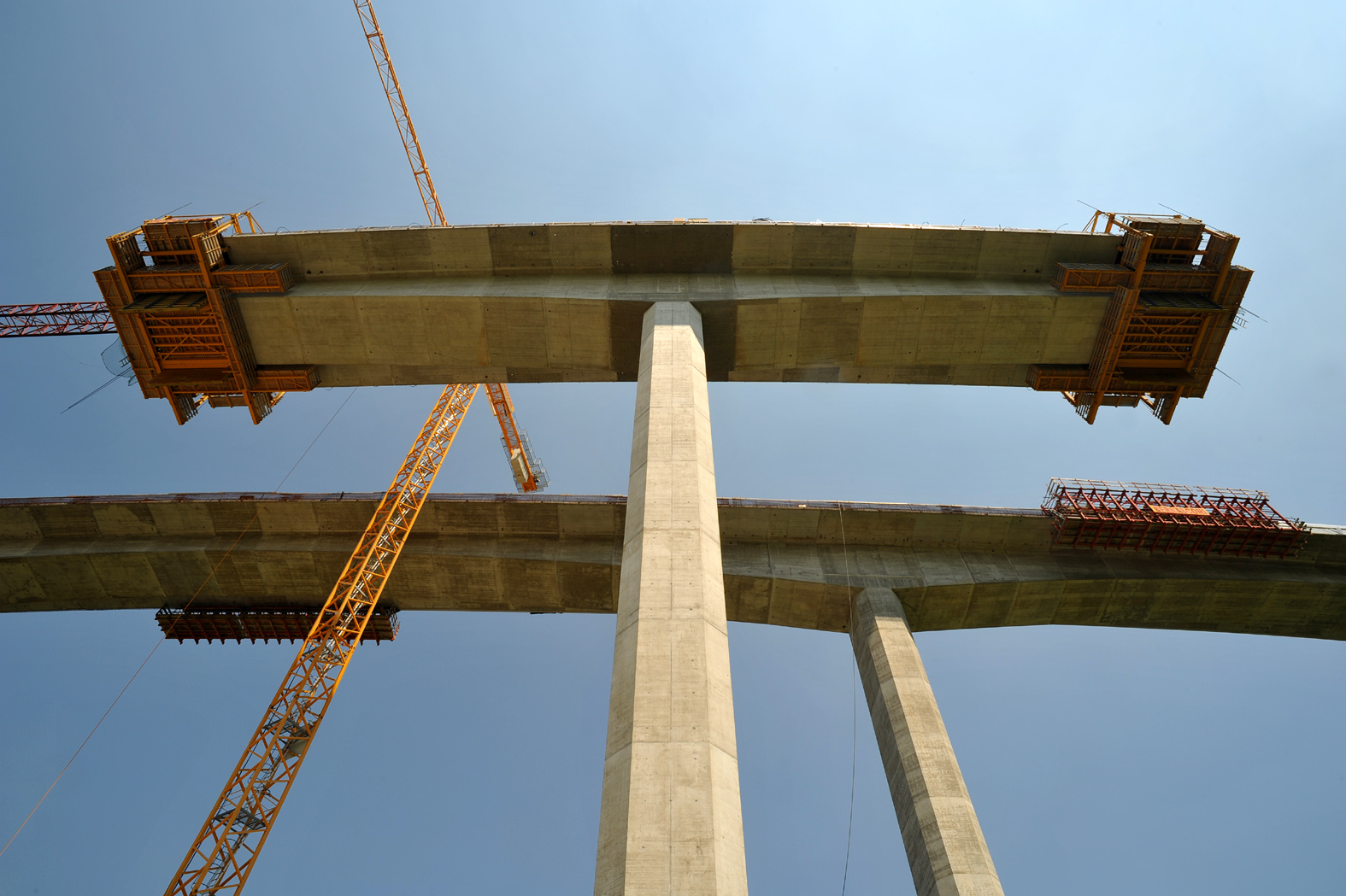
교량 가설공법 중 하나인 FCM(Free Cantilever Method)
설계된 구조물을 설계대로 시공하는 것이 토목시공 분야의 역할이다.
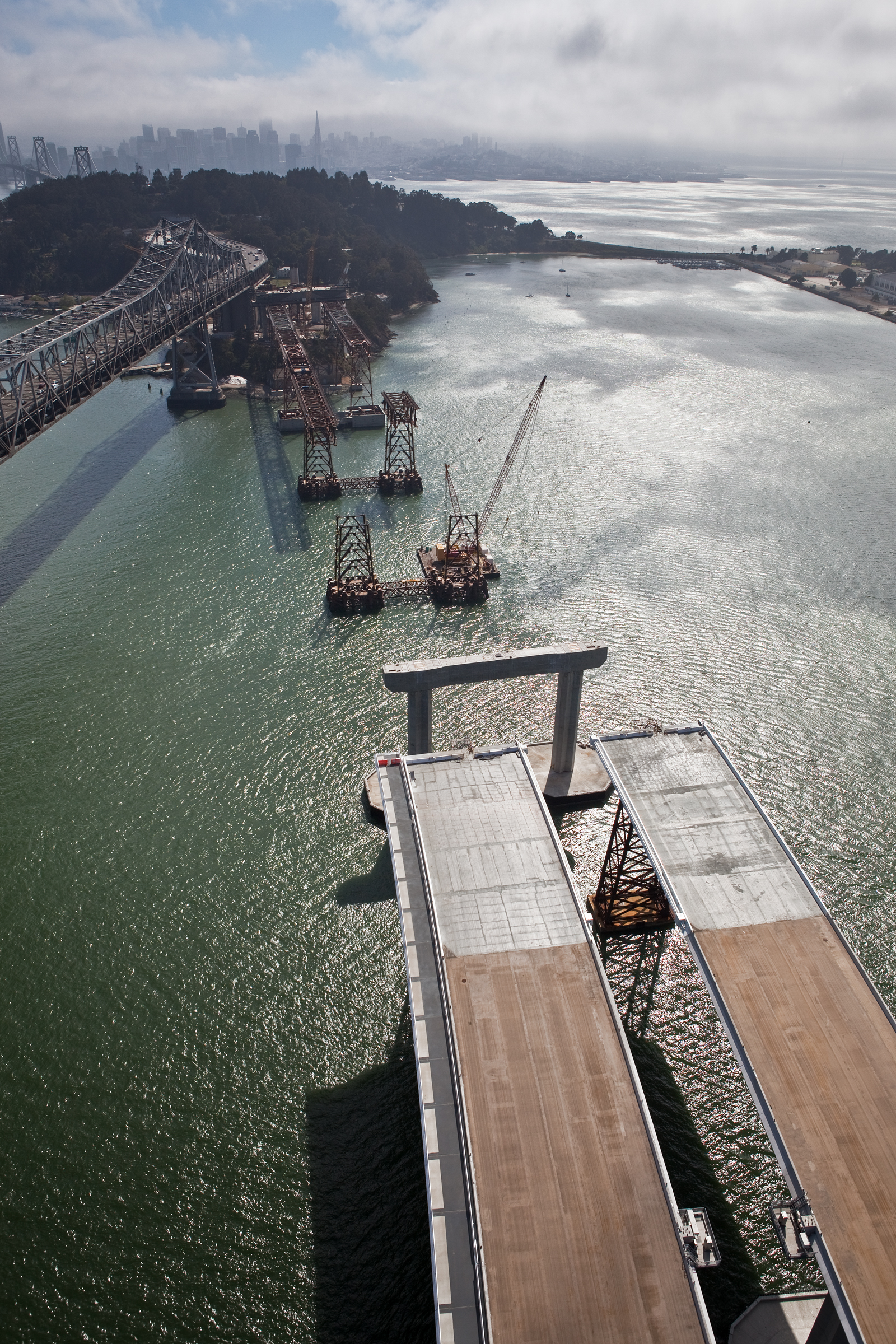
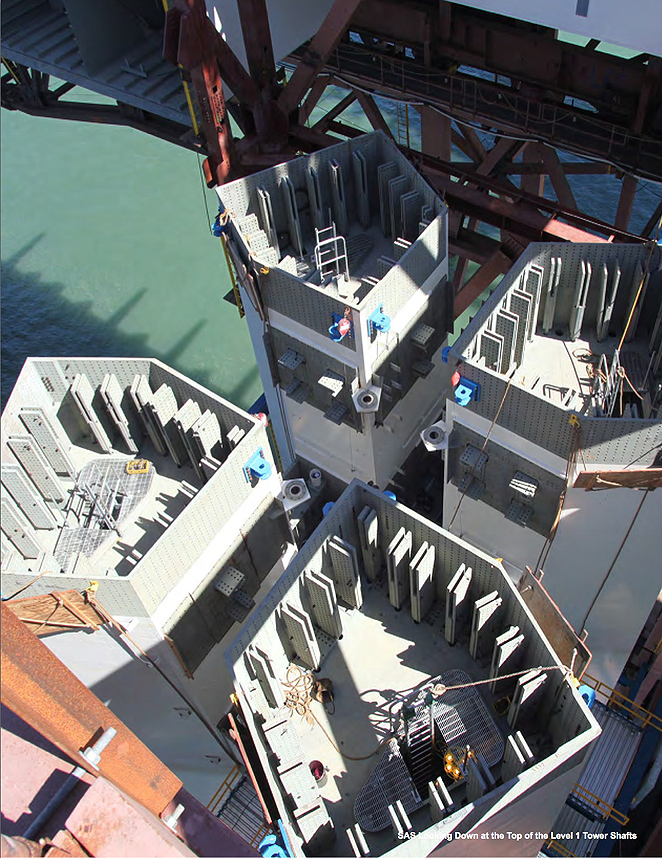

### 도시계획
- 도시계획학

### 기타
- 해양공학 : 토목공학, 조선공학 및 기타공학(기계, 전기전자, 화공 등..)을 기반으로 한 해양공간의 설계 및 시공을 위한 학문
- 농업토목공학(지역건설공학) : 토목공학을 기반으로 한 농촌을 계획하고, 농지를 조성하며, 농업수리 및 구조를 설계 및 시공을 위한 학문

## 대한토목학회
대한민국 수립 후 자주적으로 국토를 건설하자는 취지로 토목인들이 단합하여 일시 조선공업기술연맹 산하 토목부를 구성하였다가, 1945년 10월 조선토목기술협회를 결성하여 토목공학의 발전과 토목기술의 향상을 위하여 활동하였으나, 한국전쟁으로 그 활동이 미약해지고 말았다. 1951년 12월 23일에 피난지인 부산광역시에서 토목인들이 다시 결속하여 토목기술자의 유일한 단체로서 대한토목학회를 설립하였다.

### 윤리 강령
대한토목학회가 제정한 “토목인의 윤리강령”의 전문(全文)은 다음과 같다.
1. 사회복지에 공헌한다.
2. 자질향상과 기술발전에 진력한다.
3. 기술자로서 양심과 명예를 존중한다.
4. 안전을 제일로 한다.  최우선시 한다.
5. 환경보전에 최선을 다한다.
6. 제 법규와 기준을 준수한다.
7. 기술적 불합리를 적극적으로 시정한다. 개선한다.

## 같이 보기
- 대한민국의 경제#건설업